# Harry S. Truman

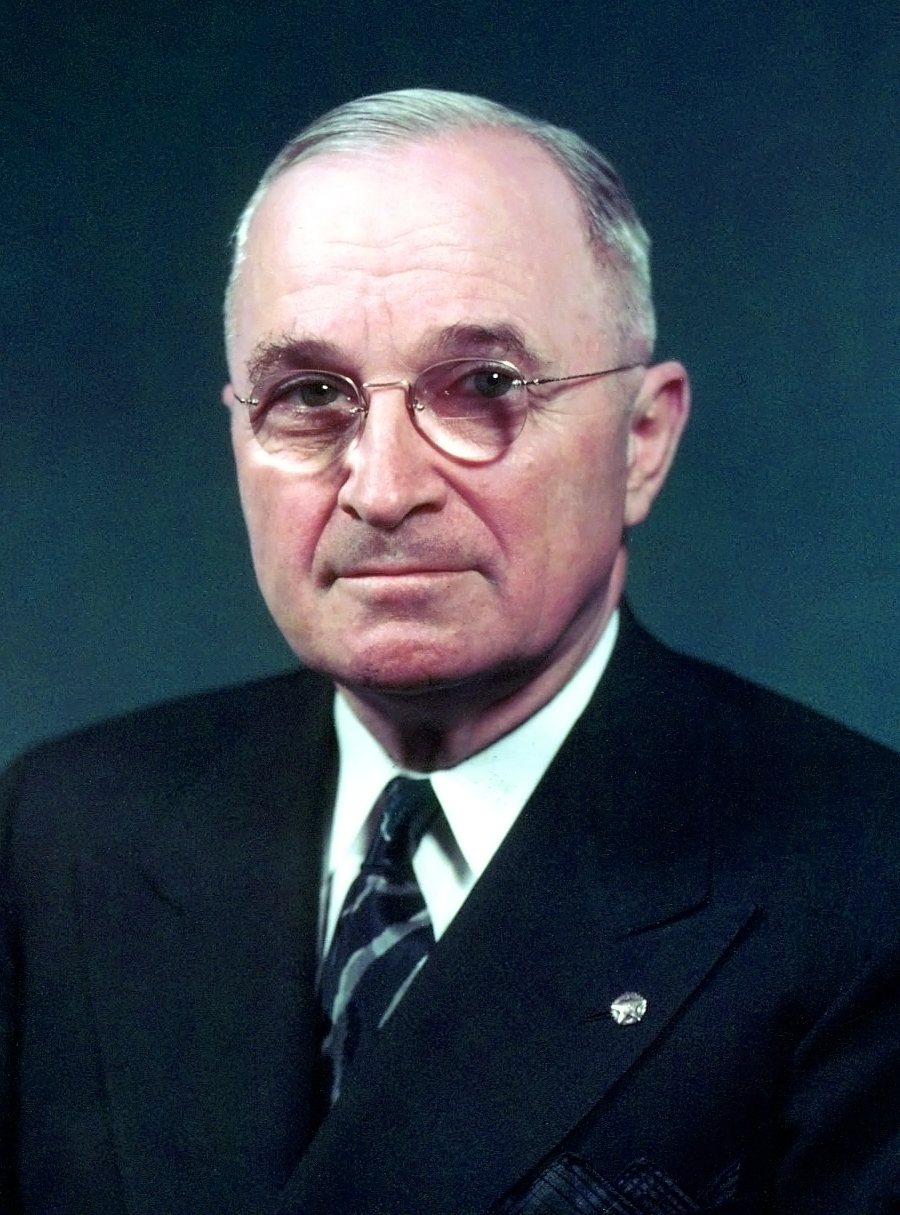
Harry S. Truman (circa 1947)

Harry S. Truman (* 8. Mai 1884 in Lamar, Missouri; † 26. Dezember 1972 in Kansas City, Missouri) war ein US-amerikanischer Politiker der Demokratischen Partei und von 1945 bis 1953 der 33. Präsident der Vereinigten Staaten. Zuvor war er 1945 kurzzeitig Vizepräsident und vertrat zwischen 1935 und 1945 den Bundesstaat Missouri im US-Senat.
Harry Truman trat erst spät in die aktive Politik ein. Zunächst war er als Farmer tätig und nahm 1918/19 freiwillig am Ersten Weltkrieg teil. Nach dem Scheitern seiner geschäftlichen Aktivitäten als Mitinhaber eines Herrenausstatters Anfang der 1920er Jahre ging der Demokrat Truman durch Initiative des lokalen Parteiführers Tom Pendergast in die regionale Politik, wo er ab 1927 Leiter der County-Verwaltung war. Auf Pendergasts Betreiben gelang ihm 1934 der Sprung in den US-Senat, dem er nach einer Wiederwahl 1940 noch bis Anfang 1945 angehörte. Durch den Vorsitz des Ausschusses für die Rüstungsproduktion während des Zweiten Weltkrieges wurde er überregional bekannt, was ihm den Weg zur demokratischen Vizepräsidentschaftskandidatur bei der Wahl 1944 an der Seite Franklin D. Roosevelts ebnete. Allerdings amtierte er nur zwischen Januar und April 1945 als Vizepräsident; nach dem Tod Roosevelts musste er selbst die Präsidentschaft übernehmen.
Während das Deutsche Reich wenige Wochen nach seinem Amtsantritt kapitulierte, wurde der Pazifikkrieg erst nach den bis heute umstrittenen Atombombenabwürfen auf Hiroshima und Nagasaki beendet. Nach dem Ende des Zweiten Weltkrieges nahmen schon bald die politischen Spannungen mit der Sowjetunion zu, was zu einer Teilung Europas führte und den Kalten Krieg begründete. Truman begegnete dieser neuen Weltlage mit der Truman-Doktrin von 1947, die eine „Eindämmung“ des Kommunismus forderte (Containment-Politik). Ab 1948 leisteten die USA mit dem Marshallplan umfassende ökonomische Hilfen für weite Teile Europas. Währenddessen wurde die Weiterentwicklung der Nuklearwaffen vorangetrieben.
Obwohl im Vorfeld der Präsidentschaftswahl 1948 mit Trumans Niederlage gerechnet wurde, konnte er sich überraschend gegen seinen republikanischen Widersacher Thomas E. Dewey durchsetzen. Nach seiner Wiederwahl nahmen die politischen Verwerfungen mit dem Ostblock zu. Der Koreakrieg (1950–1953) wurde der erste Stellvertreterkrieg im Ost-West-Konflikt. Nach der unter US-Führung erfolgten Intervention mit UN-Mandat gelang es nicht, den verlustreichen Krieg noch während Trumans Amtszeit zu beenden. Innenpolitisch trat Truman mit seinem Fair Deal für eine Fortsetzung des New Deals und eine progressive Politik ein. Seine Vorhaben, die unter anderem eine Ausweitung des Sozialstaates vorsahen, wurden aber wegen des Widerstands von konservativen Kräften im Kongress nur bedingt umgesetzt. Wegweisend war jedoch sein Eintreten für die Rechte von Afroamerikanern, indem er 1948 mit dem Abbau der Rassentrennung in den Streitkräften begann. Für die Wahl 1952 verzichtete Truman auf eine weitere Kandidatur und schied im Januar 1953 aus dem Präsidentenamt aus. Danach zog er sich bis zu seinem Tod 1972 ins Privatleben zurück.
Obwohl Truman während seiner Präsidentschaft als äußerst unpopulär galt, gehört er im 21. Jahrhundert bei Umfragen unter Amerikanern zu den beliebtesten US-Präsidenten. Auch die meisten Historiker bewerten seine Amtszeit heute überwiegend sehr positiv.

## Leben bis zur Präsidentschaft

### Herkunft und Jugend

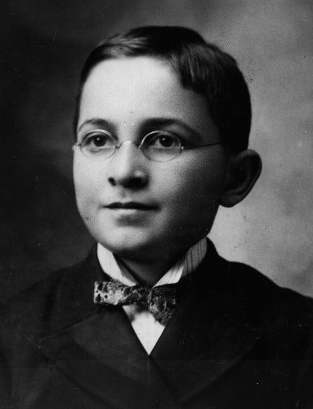
Truman als 13-jähriger Junge (ca. 1897)

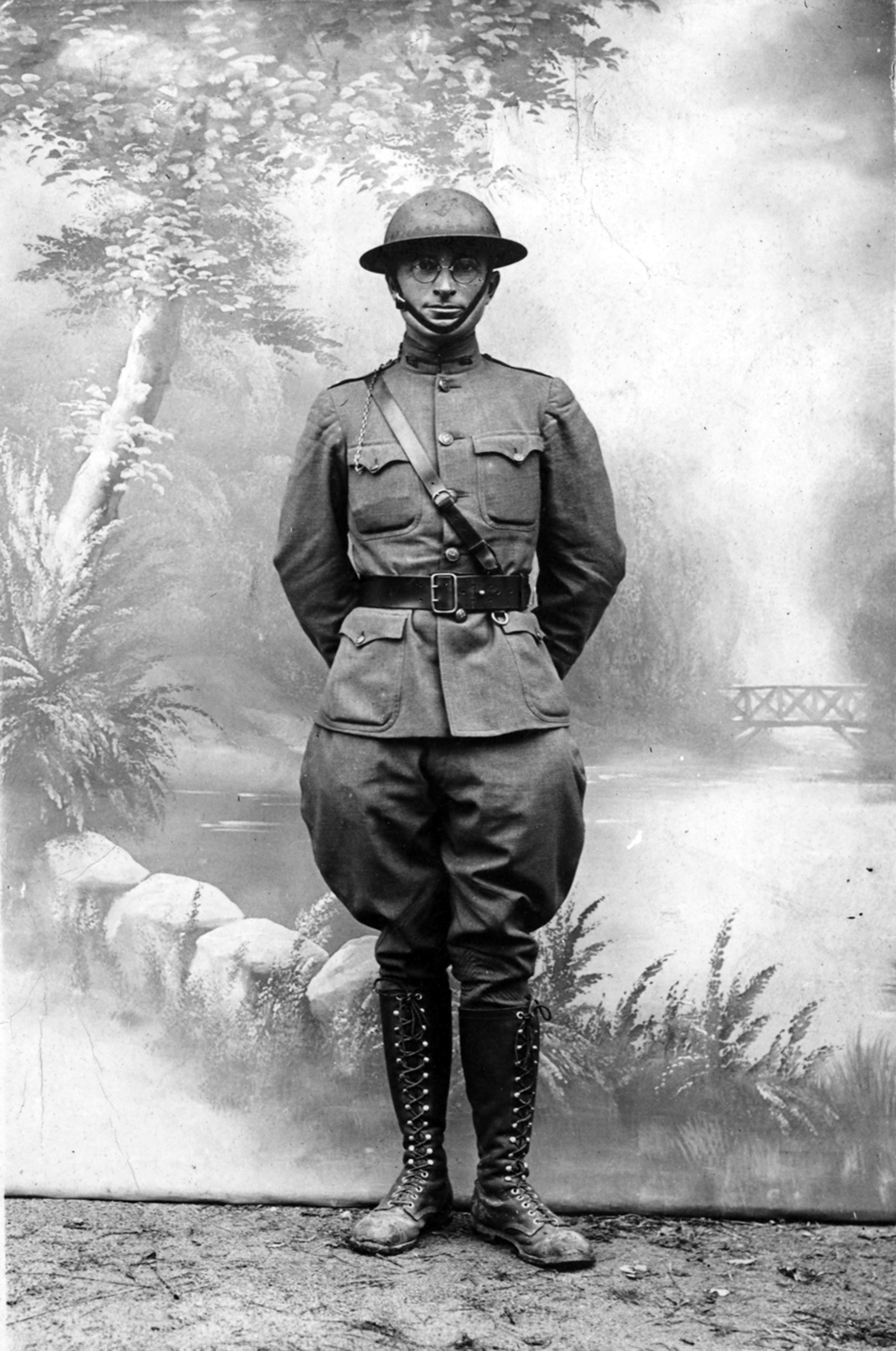
Harry S. Truman als Soldat im Ersten Weltkrieg, um 1918

Harry S. Truman wurde am 8. Mai 1884 in Lamar, Missouri geboren. Er stammte aus sehr einfachen Verhältnissen; sein Vater John Anderson Truman (1851–1914) war ein Farmer, seine Mutter Martha Ellen Young Truman (1852–1947) war Hausfrau. Harry war das erste Kind der Eheleute Truman, nach ihm folgten noch ein Bruder und eine Schwester. Er hatte englische, schottische und irische Vorfahren.
Das „S“ in Harry S. Truman ist keine Abkürzung für einen zweiten Vornamen, sondern ein Initial, das von den Namen seiner beiden Großväter (Anderson Shipp Truman und Solomon Young) herrührt; eine im Süden der USA seinerzeit übliche Weise, der eigenen Vorfahren zu gedenken. Da sich Trumans Eltern nicht entscheiden konnten, ob sie den Mittelnamen Shipp oder Solomon wählen sollten, verwendeten sie bloß das Initial. Obwohl das „S“ somit keine Abkürzung ist, setzte Truman selbst einen Punkt dahinter.
Im Jahr 1890 ließ sich die Familie Truman im einige Kilometer entfernten Independence nieder, wo Harry die High School besuchte. Diese schloss er 1901 mit Erfolg ab. Im Anschluss war er für kurze Zeit auf einer kaufmännischen Schule, allerdings kehrte er nach kurzer Zeit zu seinen Eltern zurück, als sein Vater bei einer Weizen-Spekulation sein gesamtes Vermögen verlor.

### Beruf und militärische Laufbahn
Von 1903 bis 1906 arbeitete er als Bankangestellter in Kansas City, Missouri, um dann seinem Vater beim Aufbau einer neuen Farm zu helfen. Nach dem Tod des Vaters 1914 übernahm er die Leitung der Farm und versuchte parallel, mit risikoreichen Investitionen in eine Zinkmine und Ölbohrungen Geld zu verdienen; beide Projekte schlugen fehl. Stattdessen bewirtschaftete er weiter die Farm und konnte sich mit Viehzucht und dem Anbau von Getreide ein bescheidenes Auskommen sichern. Auf der Farm arbeitete auch sein Bruder mit seiner Familie mit.
Im Jahr 1905 trat Truman der Nationalgarde bei. Er hoffte zunächst auf eine weitreichende militärische Ausbildung, allerdings wurde er aufgrund seiner Sehschwäche ausgemustert, womit er nicht für eine Laufbahn bei den US-Streitkräften in Frage kam. Truman war schon als Kind auf das Tragen einer Brille angewiesen. Im Jahr 1917 meldete er sich freiwillig zum Dienst in der US Army. Zuvor hatte er einen erneuten Sehtest zu absolvieren. Diesen bestand er jedoch, nachdem es ihm gelang, ohne das Wissen des Prüfers die Buchstaben und Zahlen auf der Tafel auswendig zu lernen. Mit dem Eintritt der USA in den Ersten Weltkrieg wurde er in Europa eingesetzt und im Laufe des Krieges zum Artillerie-Offizier befördert. Er befehligte im November 1918 eine Batterie des 129. Feldartillerieregiments, die noch wenige Stunden vor dem Ende des Ersten Weltkriegs (Waffenstillstand am 11. November um 11 Uhr) Granaten verschoss. Nach Rückkehr in die USA nahm er 1919 als Hauptmann seinen Abschied von der US Army.
Nach seiner Heimkehr aus dem Krieg in die Vereinigten Staaten heiratete er am 28. Juni 1919 seine Jugendliebe Bess Wallace (1885–1982). Aus der Ehe ging eine Tochter, Margaret (1924–2008), hervor. Margaret wurde später Schauspielerin und Autorin; unter anderem veröffentlichte sie auch eine Biografie ihres Vaters.
Gemeinsam mit seinem engen Freund Edward Jacobson eröffnete Truman nach seiner Rückkehr aus Europa ein Herrenbekleidungsgeschäft in Kansas City, dem mäßiger Erfolg beschieden war. Nach einer nationalen Wirtschaftsflaute 1921 waren Truman und Jacobson ein Jahr später gezwungen, das Geschäft aufzugeben. Am Ende blieben 25.000 US-Dollar Schulden, die Truman in den folgenden Jahren zurückzahlen musste.

### Politische Anfänge
Bereits in der ersten Hälfte der 1910er-Jahre begann Truman sich mehr für die Politik zu interessieren. Die Begeisterung für die fortschrittliche Politik von Präsident Woodrow Wilson brachte ihn schon bald zur Demokratischen Partei. Sein politisches Interesse und die Unterstützung des Präsidenten waren zwei der Hauptgründe Trumans, sich zum Dienst bei der Armee zu melden. Unterstützt von Tom Pendergast, dem zu dieser Zeit einflussreichsten Mitglied der Demokraten aus Kansas City, wurde Truman 1922, nach dem Scheitern seiner geschäftlichen Aktivitäten, zum Judge of the County Court of Jackson County. Truman und Pendergast lernten sich bereits während seiner Laufbahn bei der Armee kennen, nachdem Pendergasts Neffe gemeinsam mit Truman den Dienst absolviert hatte. Seine Wahl verdankte er neben Pendergast vor allem seiner Bekanntheit als Hauptmann im Ersten Weltkrieg; so konnte er sich auf die Unterstützung ehemaliger Kameraden verlassen, von denen er viele aus der Region persönlich kannte. Nach der zweijährigen Amtszeit, in der er vor allem mit Verwaltungstätigkeiten betraut war, wurde er angesichts der starken Trends zur Republikanischen Partei im Jahr 1924 nicht wiedergewählt. Danach war er für zwei Jahre erneut auf der Familienfarm tätig.
Ende 1926 wurde Truman zum Presiding Judge von Jackson County gewählt. Auch bei diesem Wahlerfolg half ihm sowohl seine Bekanntheit als ehemaliger Hauptmann als auch Tom Pendergast. Obwohl die wörtliche Übersetzung ins Deutsche „Vorsitzender Richter“ wäre, handelte es sich nicht um eine juristische Tätigkeit. In anderen Bundesstaaten wird die Bezeichnung County Executive gebraucht, was in Deutschland etwa einem Landrat entspricht. Auf diesem Posten war er unter anderem für die Erhaltung und den Bau der Infrastruktur verantwortlich. Truman legte seinen Fokus hier besonders auf die Kreisstraßen, Brücken und das Abwassersystem. Mit Unterstützung der lokalen Parteiführung der Demokraten gelang es ihm auch, die Verwaltung umzustrukturieren und zu modernisieren. Allerdings waren die finanziellen Mittel für die Durchführung solcher Projekte zum Ende seiner Amtszeit begrenzt, da das Land seit 1929 unter der Weltwirtschaftskrise litt.
Im Jahr 1933 wurde Truman zum Leiter eines von der Bundesregierung unter Präsident Franklin D. Roosevelt initiierten Arbeitsbeschaffungsprogramm ernannt (er blieb jedoch zugleich Leiter der County-Verwaltung). Diese Beförderung hatte er erneut Pendergast zu verdanken. Diesem war es von der US-Regierung zugestanden worden, den Leiter des Programms zu bestimmen, nachdem er im Zuge der Präsidentschaftswahl 1932 einen wesentlichen Beitrag zum guten Abschneiden der Demokraten in der Region Kansas City geleistet hatte. Während seiner Tätigkeit als Direktor des Programms trat Truman als engagierter Unterstützer des Präsidenten und dessen Reformen im Rahmen des New Deal auf.

### Werdegang im Senat

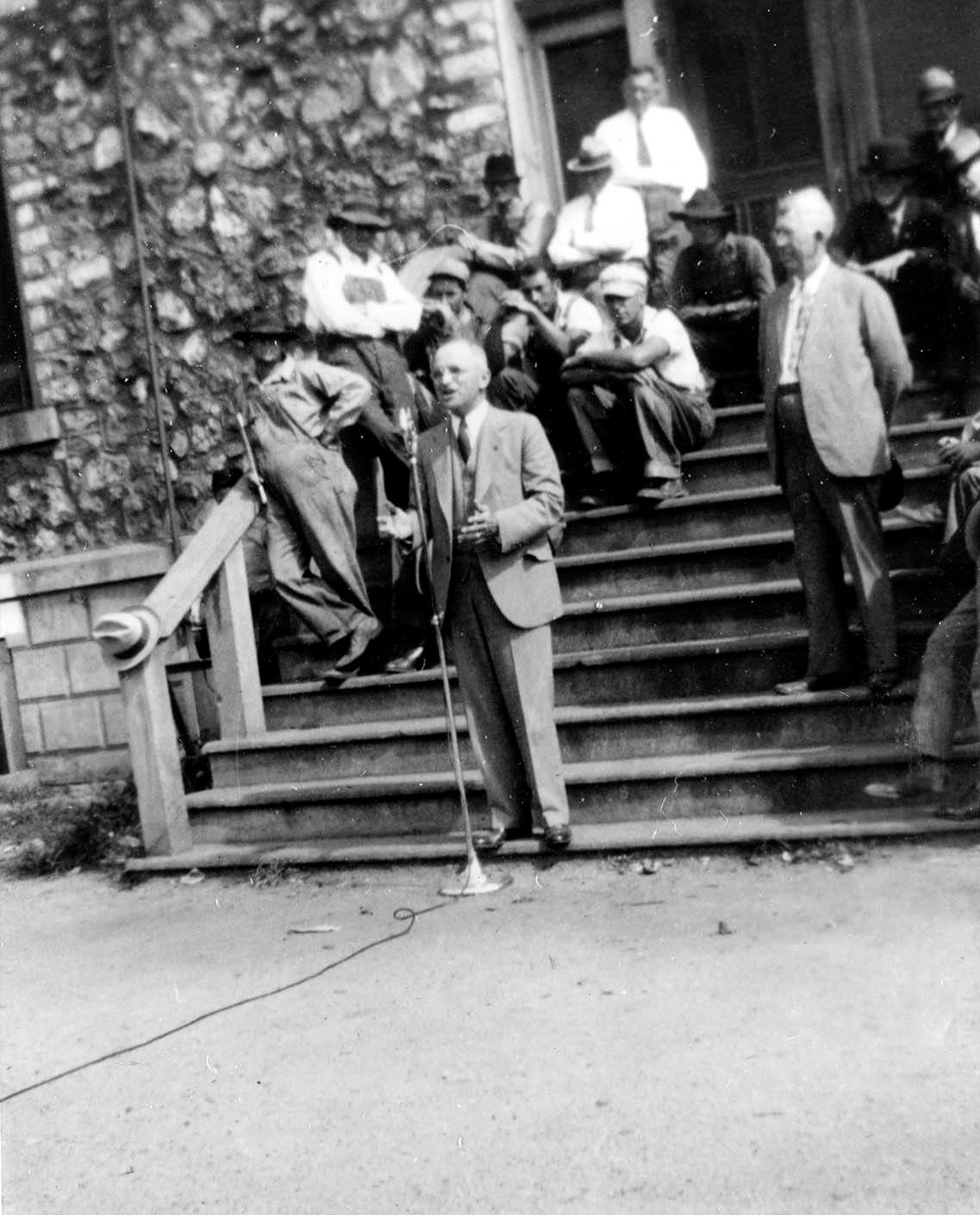
Truman bei einer Wahlkampfrede für seine Senatskandidatur 1934

Im Jahr 1934 wollte sich Truman nicht erneut für den Posten als Leiter der County-Verwaltung bewerben. Sein Mandat lief im Januar 1935 aus. Er fasste stattdessen eine Kandidatur als Gouverneur von Missouri oder das US-Repräsentantenhaus ins Auge. Pendergast, dessen Unterstützung aufgrund seines Einflusses in der lokalen Parteiorganisation praktisch unumgänglich war, zeigte sich jedoch nicht willens, Trumans Bestrebungen zu fördern. Nachdem in den lokalen Medien schon Trumans Rückzug auf die Familienfarm erwartet wurde, erklärte sich Pendergast bereit, eine Kandidatur des scheidenden County-Verwaltungsleiters für den US-Senat zu unterstützen. Zuvor hatten vier Wunschkandidaten Pendergasts eine Bewerbung für den Senat ausgeschlossen. Truman zeigte sich interessiert an einem derartigen Unterfangen, obgleich seine Frau Bess, die zeit ihres Lebens für ihre Abneigung gegen das öffentliche Leben bekannt war, von den Plänen ihres Mannes anfangs wenig begeistert war.
Bei den parteiinternen Vorwahlen der Demokraten im Sommer 1934 konnte sich Truman dank der starken Wählermobilisierung in Jackson County gegen zwei weitere Bewerber durchsetzen. Die eigentliche Wahl am 6. November 1934 konnte er gegen den republikanischen Amtsinhaber Roscoe C. Patterson mit 59 gegen 39 Prozent der Stimmen souverän für sich entscheiden. Hauptverantwortlich für seinen Sieg war die nationale Abkehr von der Republikanischen Partei, die für die anhaltende Wirtschaftsdepression verantwortlich gemacht wurde. Die Demokraten unter Präsident Roosevelt erweckten mit den New-Deal-Reformen in der Bevölkerung neue Hoffnungen auf eine bessere Zukunft.
Am 3. Januar 1935 wurde Truman als neuer Senator vereidigt. Mit 50 Jahren trat er damit vergleichsweise spät ein höheres politisches Amt an. Im Kongress wurde er von Senatskollegen zunächst argwöhnisch als der „Senator von Pendergast“ bezeichnet, da Pendergasts Ansehen aufgrund seiner Spielsucht und Verbindungen zur Mafia Mitte der 1930er allmählich im Schwinden begriffen war. Truman hatte sich zwar von Pendergasts illegalen Aktivitäten, in die er selbst nicht verwickelt war, distanziert und betont, im Senat nach eigenem Ermessen und nicht nach Pendergasts Willen abzustimmen, zeigte sich aber dennoch persönlich loyal gegenüber „Boss Pendergast“, dessen Gesundheitszustand sich nach und nach verschlechterte. Nach seinem Amtsantritt trat Senator Truman als energischer Befürworter der Regierungspolitik Roosevelts auf und unterstützte den New Deal. So sprach er sich gegen Spekulationsexzesse an der Wall Street aus, die zur Wirtschaftsdepression geführt hätten und eine stärkere Regulierung des Bankenwesens unumgänglich machen würden. Er teilte damit die Überzeugung des Präsidenten, die Regierung habe das Recht, die Wirtschaft im Interesse der Allgemeinheit stärker zu regulieren. Auch beklagte er einen zu großen Einfluss einzelner Interessengruppen aus den Großkonzernen. So war er auch für die Aufdeckung von illegalen Aktivitäten von Eisenbahn-Unternehmen im Zuge einer Senatsuntersuchung verantwortlich.
Als 1940 die nächste Wahl für sein Senatsmandat anstand, ging Truman durch seine Verbindung zu Pendergast, der im Jahr zuvor wegen Steuerhinterziehung verurteilt wurde, politisch geschwächt ins Wahljahr. Bei den demokratischen Vorwahlen sah er sich sowohl dem Gouverneur Missouris Lloyd C. Stark als auch dem Bezirksstaatsanwalt Maurice M. Milligan gegenüber, die Trumans Ablösung anstrebten. Truman konnte sich bei den Vorwahlen aber mit 40 Prozent der Stimmen gegen Stark (39 Prozent) und Milligan (19 Prozent) äußerst knapp durchsetzen und wurde für seine Partei erneut nominiert. Sein Vorsprung gegenüber Stark betrug lediglich rund 8.000 Stimmen aus über 655.000 abgegebenen Voten. Die Senatswahl am 5. November 1940 gewann er dann ebenfalls: Mit 51,2 Prozent der Stimmen schlug er den republikanischen Staatssenator Manvel H. Davis recht eng, für den sich 48,7 Prozent der Wähler aussprachen. Im Januar 1941 trat er eine weitere Wahlperiode als Vertreter Missouris im US-Senat an.

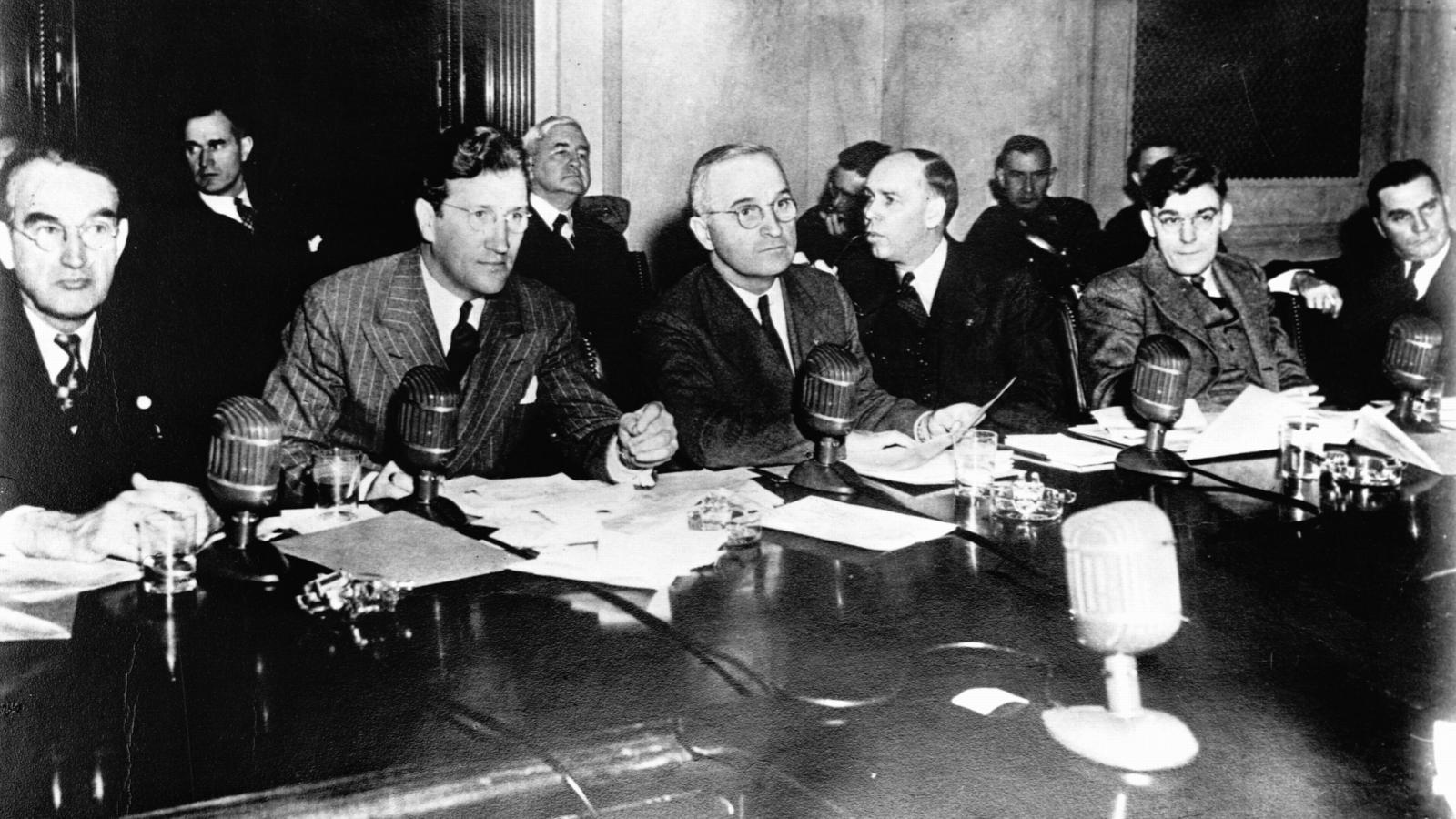
Das Truman-Komitee während einer Sitzung 1943 (Dritter von links: Harry S. Truman)

Mit Ausbruch des Zweiten Weltkrieges in Europa wandte sich Truman zusehends auswärtigen Angelegenheiten zu. Nach seinem Wahlsieg übernahm er den Vorsitz des Senatsausschusses, der für die Überwachung der Kriegsproduktion zuständig war. Mit dem Eintritt seines Landes in den Zweiten Weltkrieg nach dem Angriff auf Pearl Harbor im Dezember 1941 gewann dieser Posten erheblich an Bedeutung (die USA hatten jedoch schon zuvor im Rahmen des Leih- und Pachtgesetzes Kriegsgüter sowohl an den engen Verbündeten Großbritannien wie auch an die Sowjetunion geliefert, die sich im Krieg mit Hitlers Drittem Reich befanden). Das von Truman geleitete Komitee, das schon bald nach ihm benannt wurde, erlangte Anfang der 1940er-Jahre rasch nationale Bekanntheit, nachdem die Arbeitsgruppe auch Ressourcenverschwendung an den Pranger gestellt hatte. Wie der Historiker Herman-Joseph Rupieper feststellt, „übte das Truman-Komitee auf eine konstruktive, nicht sensationsheischende Art Kritik und wurde sehr schnell von unterschiedlichen politischen Gruppen und Institutionen akzeptiert“. Auch auf die Unterstützung Präsident Roosevelts konnte das Truman-Komitee zählen.
Mit dem sich spätestens ab 1944 abzeichnenden Sieg der Alliierten über das Deutsche Reich sprach sich Truman wie auch Roosevelt für die Schaffung einer neuen internationalen Institution aus, was später zur Gründung der Vereinten Nationen führte. Truman verstand sich seit Beginn seines politischen Interesses als Internationalist und befürwortete schon nach dem Ende des Ersten Weltkrieges den von Präsident Woodrow Wilson vorgeschlagenen Völkerbund. Dessen Nicht-Ratifikation durch den US-Senat im Jahre 1919 betrachtete Truman als schweren Fehler. Doch anders als nach dem Ersten Weltkrieg schwand nun der Einfluss der isolationistischen Politiker im Kongress erheblich.

### Vizepräsidentschaft

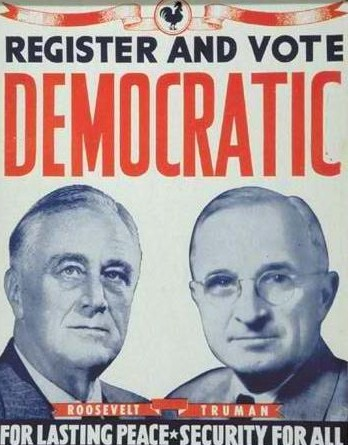
Wahlplakat der Demokraten von 1944 mit Roosevelt und Truman

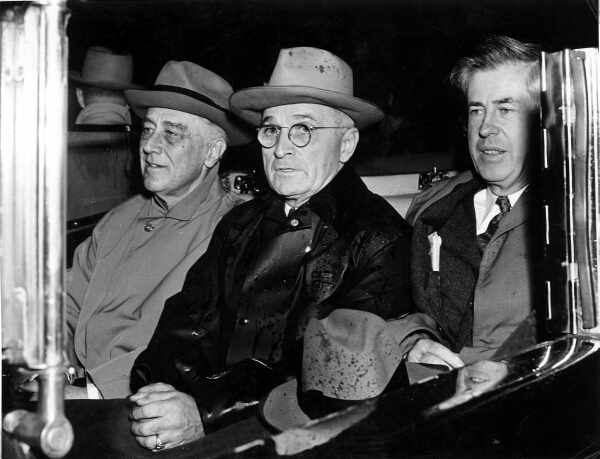
Im November 1944 nach der gewonnenen Präsidentschaftswahl: Präsident Franklin D. Roosevelt (links hinten), Harry S. Truman als gewählter Vizepräsident (mittig) und der scheidende Vizepräsident Henry A. Wallace (rechts)

Im Vorfeld der Präsidentschaftswahl 1944 bewarb sich Präsident Roosevelt um eine nie dagewesene vierte Amtsperiode; 1944 gab es noch keine gesetzliche Beschränkung auf zwei Amtsperioden. Innerhalb der demokratischen Parteiführung wurde jedoch Unmut über den bisherigen Vizepräsidenten Henry A. Wallace laut, der als zu linkslastig galt und dem Sympathien für den sowjetischen Diktator Josef Stalin nachgesagt wurden. Die Führungsgremien der Partei strebten daher eine Ablösung Wallaces nach der anstehenden Wahl an, obwohl dieser bei vielen Stammwählern der Demokraten populär war. Im Sommer 1944 gab Roosevelt, der persönlich seinem bisherigen Stellvertreter nahestand, dem Druck der Parteiführung nach und stimmte einer Neubesetzung des Amtes zu, ohne allerdings einen Wunschkandidaten für Wallaces Nachfolge zu benennen. Für die demokratische Parteiführung war Truman die erste Wahl als neuer Vizepräsident. Obwohl er im Kongress nicht zu den engsten Vertrauten des Präsidenten gehörte, war er als loyaler Unterstützer von dessen Politik angesehen. Schlussendlich war auch der Präsident einverstanden, mit Truman als neuen Vizekandidaten in den Wahlkampf zu ziehen. Truman selbst bewarb sich nicht aktiv um den Posten, lehnte das Angebot aber nicht ab. In seiner Kandidatur sah er vor allem die Chance, den Ruf als „der Senator von Pendergast“ endgültig abzulegen. Auf dem demokratischen Parteitag im Juli 1944 wurde Truman dann als Running Mate Roosevelts nominiert. In der Schlussabstimmung sprachen sich 1.031 der Delegierten für ihn aus, während nur 105 Amtsinhaber Wallace favorisierten. Seine Nominierung wurde in Anspielung auf seine Herkunft als Second Missouri Compromise („zweiter Missouri-Kompromiss“) bezeichnet.
In die Wahlkampagne der Demokraten war Truman aktiv eingebunden, so absolvierte er eine Reihe von Wahlkampfauftritten in den gesamten Vereinigten Staaten. Die Wahl am 7. November endete mit einem komfortablen Sieg für das demokratische Gespann: Sie erhielten 53,4 Prozent der Stimmen. Im Wahlmännergremium verbuchte das demokratische Team mit 432 gegen 99 Stimmen eine satte Mehrheit. Insgesamt hatten Roosevelt und Truman in 36 US-Bundesstaaten eine Mehrheit erreicht. Die Republikaner waren mit ihrem Kandidaten Thomas E. Dewey und dessen Running Mate John W. Bricker unterlegen.
Roosevelt begann seine vierte Amtszeit turnusgemäß am 20. Januar 1945. An diesem Tag legte Truman vor dem Weißen Haus den Amtseid als US-Vizepräsident ab; drei Tage zuvor legte er sein Senatsmandat offiziell nieder. Während Roosevelt vor allem mit der Kriegsführung und den politischen Fragen des nahenden Kriegsendes in Europa befasst war, gehörte Truman nicht zum engeren Machtzirkel um den Präsidenten. So wurde er bei den Konsultationen der Regierung zu den Kriegsangelegenheiten nicht näher eingebunden. Selbst vom streng geheimen Manhattan-Projekt, der Entwicklung von Kernwaffen, erfuhr er bis zu seinem Amtsantritt als Präsident nichts. Wenige Tage nach seinem Amtsantritt nahm der Vizepräsident am Begräbnis von Tom Pendergast teil. In der Öffentlichkeit wurde dies zum Teil kritisch gesehen, nachdem Pendergasts Ansehen in den letzten Jahren stark beschädigt war. Da er als Vizepräsident kraft seines Amtes auch Präsident des Senats war, leitete Truman dort mehrere Sitzungen. Ansonsten blieb Trumans Vizepräsidentschaft aufgrund ihrer kurzen Dauer relativ ereignislos.

## Präsidentschaft (1945–1953)

### Erste Amtszeit

#### Amtsübernahme

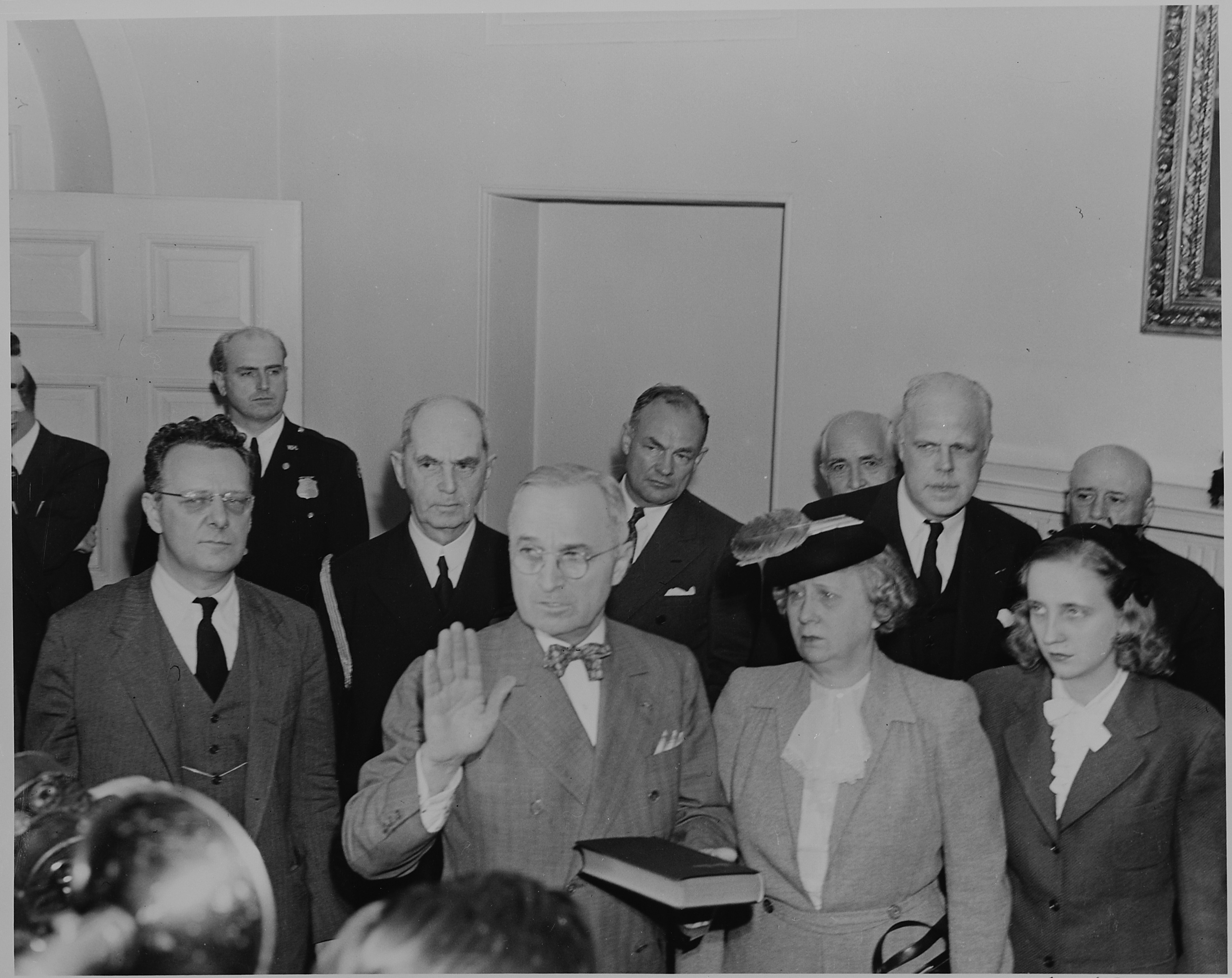
Truman beim Amtseid zum Präsidenten am 12. April 1945

Am 12. April 1945 starb der seit geraumer Zeit gesundheitlich angeschlagene Roosevelt in seinem Haus in Georgia an einer Hirnblutung. Truman wurde am Abend des Tages ins Weiße Haus gerufen, wo ihn Eleanor Roosevelt vom Tod des Präsidenten unterrichtete. Diese Konversation blieb vor allem durch die Erwiderung der früheren First Lady in Erinnerung, die auf Trumans Frage „Gibt es irgendetwas, das ich für Sie tun kann?“ antwortete: „Gibt es irgendetwas, das wir für Sie tun können? Denn Sie sind jetzt derjenige, der in Schwierigkeiten steckt.“
Gemäß der Verfassung der Vereinigten Staaten wurde Truman, nach nur 82 Tagen als Vizepräsident, umgehend im Beisein des Kabinetts als neuer Präsident vereidigt. Das Amt des Vizepräsidenten blieb für die gesamte verbleibende Amtszeit bis Januar 1949 vakant, da die gesetzliche Grundlage für die Ernennung eines neuen Vizepräsidenten damals noch fehlte. Die Reaktion in Öffentlichkeit und Ausland auf den neuen Präsidenten war sehr gespannt, da Truman weder in der US-Bevölkerung noch den internationalen Partnern und Kriegsgegnern besonders bekannt war.
Nach seinem Amtsantritt blieben die Minister Roosevelts auf Bitten des neuen Präsidenten zunächst auf ihren Posten. Allerdings war mit Ausnahme von James V. Forrestal als Marineminister (und später als Verteidigungsminister) bereits Ende des Jahres 1945 das Kabinett komplett umgebildet. Truman, der nicht zum engeren Machtzirkel um Roosevelts Kabinett gehörte, ersetzte die Ressortschefs nach und nach mit Politikern seines Vertrauens. 1947 wurde außerdem das Marineministerium in eine Unterbehörde des neu geschaffenen Verteidigungsministeriums umgewandelt; diesen Status erhielt auch das Heeresamt als Nachfolgebehörde des Kriegsministeriums. Nur der Verteidigungsminister besaß fortan noch Kabinettsrang.

#### Ende des Zweiten Weltkrieges und Atombombenabwürfe

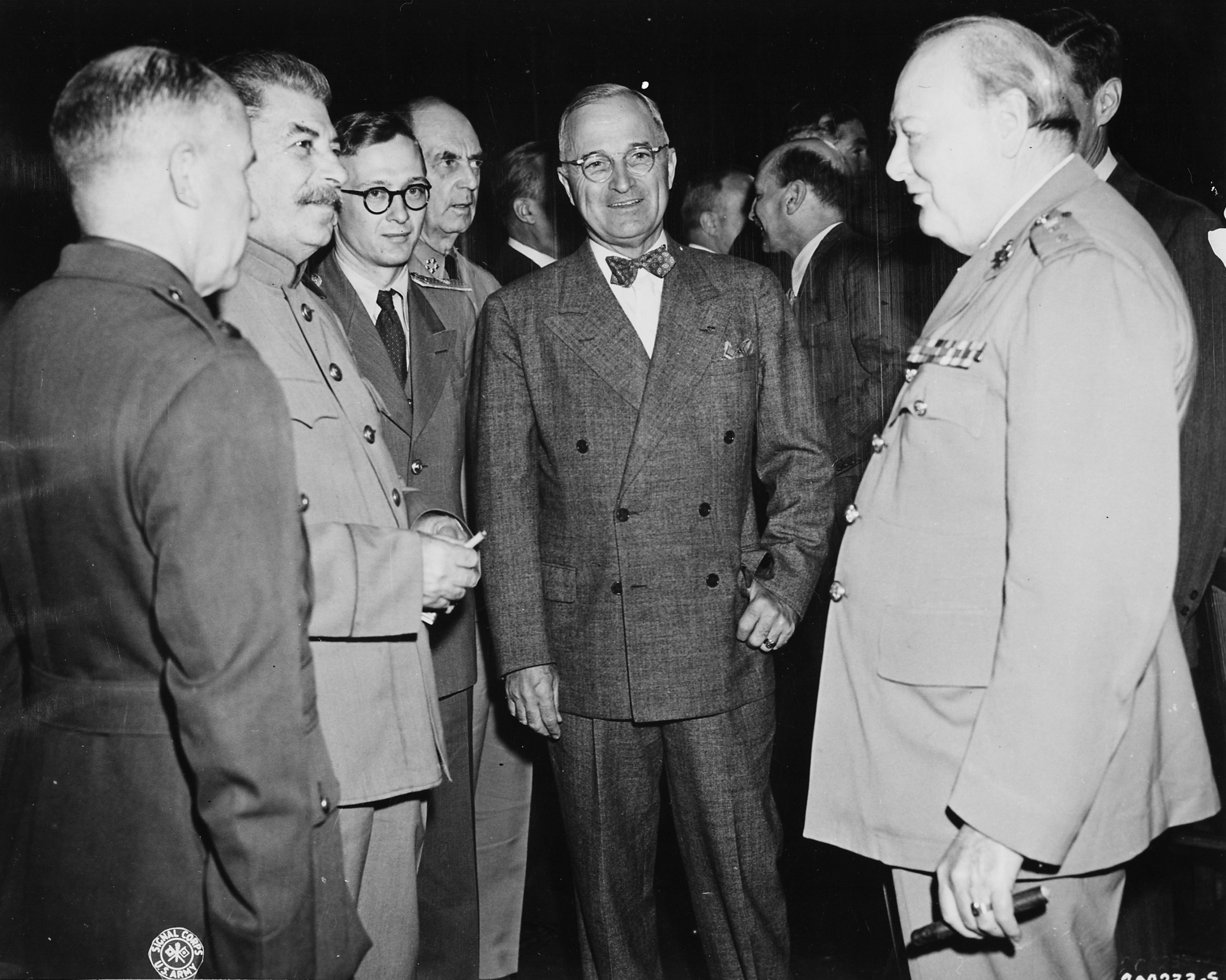
Josef Stalin (2. v. l.), Harry S. Truman (2. v. r.) und Winston Churchill (rechts) während einer Konferenzpause, Juli 1945

Am 14. August 1945 gibt der Präsident im Oval Office die Kapitulation Japans bekannt

Als Truman die Führung seines Landes übernahm, war der Zweite Weltkrieg auf dem europäischen Schauplatz bereits kurz vor dem Ende. Die endgültige Niederlage des Deutschen Reiches war nur noch eine Frage von wenigen Wochen. An der militärischen Strategie seines Vorgängers hielt er fest; der Krieg sollte bis zur bedingungslosen Kapitulation des NS-Regimes fortgeführt werden. Hitlers Hoffnung auf einen Zerfall der alliierten Kriegsallianz nach Roosevelts Tod hatte sich nicht erfüllt. Am 8. Mai 1945, seinem 61. Geburtstag, verkündete Truman über das landesweite Fernsehen und Radio das Ende des Zweiten Weltkriegs in Europa. Am selben Tag zog er auch offiziell ins Weiße Haus ein.
Truman unterstützte die Idee der Vereinten Nationen, deren Gründungsurkunde er im Juni 1945 unterzeichnete und an deren Gründungskonferenz er im selben Monat in San Francisco teilnahm.
Im Juli 1945 reiste der neue Präsident nach Potsdam zur dortigen Konferenz mit dem sowjetischen Parteichef Josef Stalin und dem britischen Premierminister Winston Churchill, welchen Clement Attlee nach Churchills Abwahl während der Konferenz ersetzte. Am Ende der Konferenz stand das Potsdamer Abkommen, das unter anderem die Aufteilung Deutschlands in vier Besatzungszonen vorsah.
Auch nach dem Ende des Kriegs in Europa dauerten auf dem pazifischen Schauplatz die Kämpfe mit dem Kaiserreich Japan (Pazifikkrieg) unvermindert an. Die USA arbeiteten seit geraumer Zeit am sogenannten Manhattan-Projekt zur Entwicklung von Atombomben. Dieses Projekt war so geheim, dass Truman erst nach seinem Amtsantritt als Präsident umfassend darüber informiert wurde. Während seines Aufenthaltes in Potsdam wurde er am 16. Juli 1945 unterrichtet, dass mit dem Trinity-Test in der Wüste New Mexicos die erste nukleare Explosion ausgelöst worden war. Dieser erfolgreiche Atombombentest warf rasch die Frage auf, ob diese neue Waffe gegen Japan eingesetzt werden sollte. Präsident Truman ordnete Anfang August die Atombombenabwürfe auf Hiroshima und Nagasaki an. Es war bis heute der einzige Einsatz von Atomwaffen in einer kriegerischen Auseinandersetzung. Insgesamt starben durch die beiden Atombomben etwa 155.000 Menschen sofort und 90.000 bis 140.000 Menschen an den unmittelbaren Folgen. Nach einigen Schätzungen starben bis 1950 etwa 200.000 Menschen aufgrund von Krebs und anderen Langzeitschäden. Nach dem Abwurf der zweiten Bombe am 9. August kapitulierte Japan bedingungslos. Die offizielle Kapitulation Japans erfolgte am 2. September 1945. Damit war der Zweite Weltkrieg endgültig beendet.
Als Alternative für den Einsatz der Atombomben wurde in jener Zeit eine militärische Intervention auf die japanischen Hauptinseln gesehen. Truman lehnte diese jedoch ab, nachdem er zur Überzeugung gelangt war, dass ein Einsatz der Atombomben den Krieg schneller beenden und das Leben amerikanischer Soldaten schonen würde. Dieser Sachverhalt bleibt bis heute Gegenstand kontroverser Diskussionen. Kritiker sind der Überzeugung, Japan habe kurz vor der Kapitulation gestanden und der Einsatz der Atombomben sei überflüssig gewesen. Nach ihrer Auffassung habe Truman lediglich die neu entwickelte Waffe unter realen Bedingungen testen und die neue militärische Stärke der USA, vor allem gegenüber der Sowjetunion, demonstrieren wollen. Mit einer solchen Demonstration amerikanischer Militärmacht habe man Moskau davon abhalten wollen, die Nachkriegsordnung in Japan mitzubestimmen, indem die Kapitulation des Kaiserreichs vor einem Kriegseintritt der UdSSR vollzogen würde. Andere Historiker argumentieren, Japan sei noch lange nicht zur Kapitulation bereit gewesen, was eine US-Intervention unausweichlich gemacht habe. Damalige Schätzungen gingen, basierend auf den Erfahrungen mit Kämpfen um kleinere japanische Inseln, davon aus, dass eine solche Intervention auf den Hauptinseln auf beiden Seiten mehr Todesopfer gefordert und den Krieg um Monate oder Jahre verlängert hätte.

#### Innenpolitik der Nachkriegsjahre

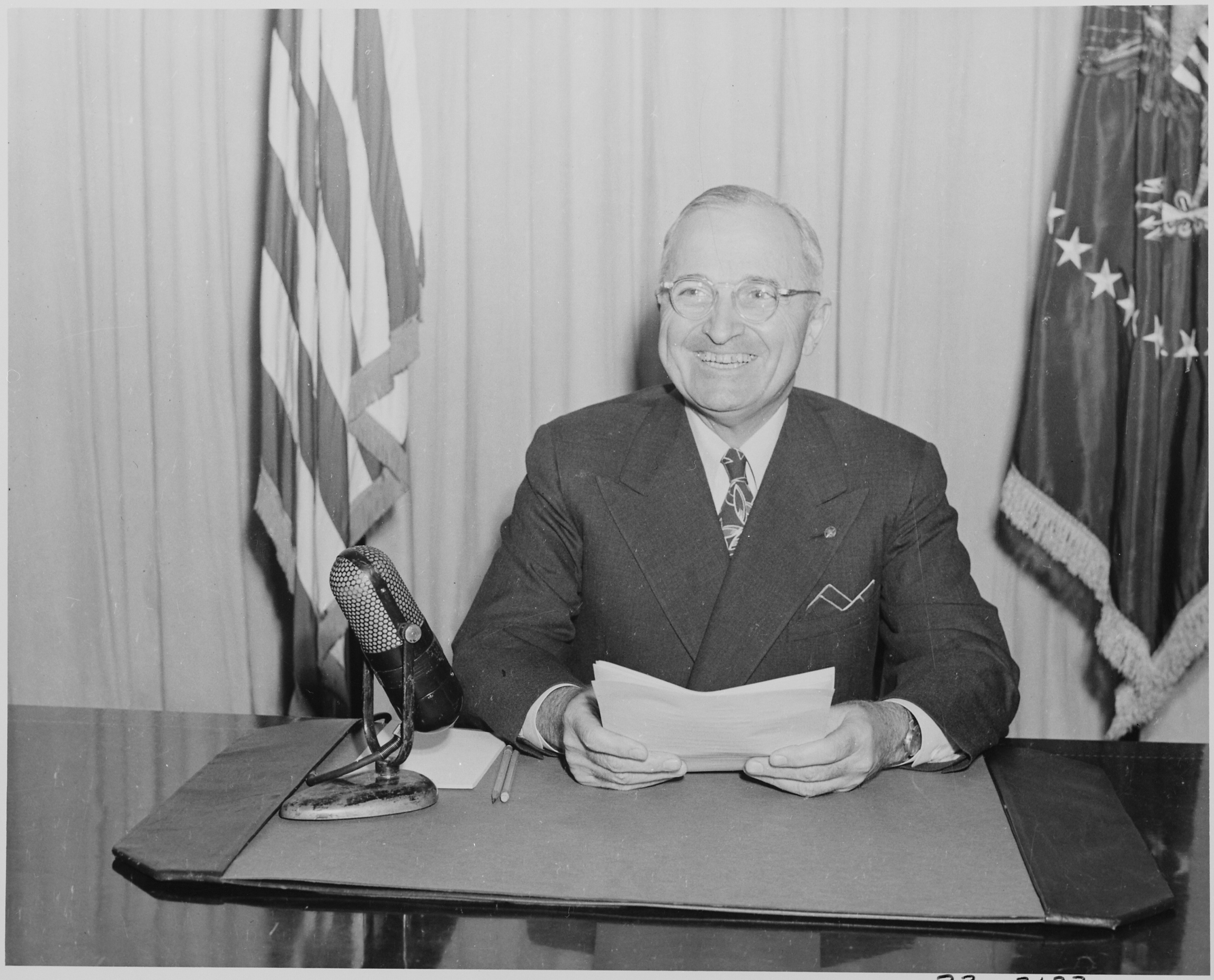
Truman bei einer Rundfunk-Ansprache im Januar 1946

Bis zum Spätsommer 1945 hatte das Kriegsgeschehen nahezu vollständig die US-Politik überlagert. Mit der japanischen Kapitulation konnte Truman seinen Fokus nun verstärkt auf die Innenpolitik richten. Der Kriegseintritt hatte die USA Anfang der 1940er-Jahre endgültig aus der Great Depression geholt, es kam zu einem Wirtschaftsboom. Mit dem Kriegsende gab es, wie sich herausstellte fälschlicherweise, Befürchtungen, die ökonomische Situation könne sich wieder verschlechtern. In der Tat herrschte jedoch nahezu Vollbeschäftigung und der Lebensstandard verbesserte sich zusehends. Für viele Amerikaner, auch in der Mittelschicht, wurden Eigenheim und Auto erschwinglich. Größte Herausforderung für die Wirtschaft war nun die Umstellung der Kriegsproduktion auf zivile Basis. Die Kosten des Zweiten Weltkrieges resultierten in einer enormen Staatsverschuldung; 1946 erreichte das Defizit knapp 242 Milliarden US-Dollar. Truman trat daher für umfassende Ausgabenkürzungen ein. Speziell beim Militär sollten die finanziellen Mittel drastisch zurückgefahren werden. Bis 1948 wurden die Staatsausgaben um 19 Milliarden US-Dollar gesenkt, welches den ersten Abbau der Staatsschulden seit 1930 unter Herbert Hoover darstellte. So wurden die Verteidigungsausgaben von ihrem Spitzenwert 1945 in den folgenden zwei Jahren um 85 Prozent gesenkt. Anders als viele seiner wirtschaftspolitischen Ratgeber, welche Anhänger des Keynesianismus waren, orientierte sich Truman mehr an der traditionellen Lehre des Adam Smith. Daher lehnte er Deficit spending grundsätzlich ab, konnte diese Linie aber nach Ausbruch des Koreakriegs im Jahr 1950 nicht weiter verfolgen.
Im Herbst 1945 stellte Truman sein innenpolitisches Programm für die Nachkriegsjahre vor. In ihm forderte er eine Fortsetzung der New-Deal-Reformen, wie sie Roosevelt geplant hatte, und damit einen Ausbau des amerikanischen Sozialstaates. Ein zentrales Anliegen Trumans war die Einführung einer allgemeinen Krankenversicherung. Eine flächendeckende Gesundheitsversorgung, so der Präsident, sei „ein Recht und kein Privileg“. Speziell staatliche Hilfen für besonders Bedürftige und Senioren waren eine Kernforderung Trumans. An diesem Ziel hielt er bis zum Ende seiner Präsidentschaft fest, obgleich der Kongress mit den Stimmen von Republikanern und konservativen Südstaaten-Demokraten, die gemeinsam eine konservative Koalition formierten, blockierte. Auch in anderen wirtschafts- und sozialpolitischen Fragen stemmte sich die konservative Koalition gegen den Präsidenten, dem vorgeworfen wurde, für zu viele staatliche Eingriffe einzutreten.
Trotz der allgemein positiven wirtschaftlichen Lage sah sich der Präsident in den Nachkriegsjahren mit einer nie dagewesenen Zahl an Streiks konfrontiert, die zunehmend seiner Popularität schadeten. Besonders die rasante Inflation führte zu Rufen nach höheren Löhnen. Auch bessere Arbeitsbedingungen wurden gefordert, etwa in der Stahlindustrie. Dort kam es im Januar 1946 zu einem Streik von 800.000 Beschäftigten. Nach dessen Ende folgte im Frühjahr 1946 ein Streik der Kohlearbeiter, woraufhin es landesweit zu Versorgungsengpässen kam. Die Mehrheit der US-Bürger reagierte verärgert auf diese Situation und forderte eine Intervention der Regierung. Truman sah in den Streiks eine Gefährdung des Allgemeinwohls und sah sich daher zu Gegenmaßnahmen gezwungen. Er forderte eine Zwangsrekrutierung der Streikenden in die Streitkräfte. Sein Vorhaben passierte das Repräsentantenhaus, scheiterte aber am Widerstand des Senats. Sein Vorschlag rief scharfe Kritik bei den Gewerkschaften hervor. Die oppositionellen Republikaner hingegen warfen dem Präsidenten vor, nicht entschieden genug gegen die Streiks vorzugehen.
In diesem politischen Klima, das Trumans Popularität in der Bevölkerung erheblich schadete, gelang es den Republikanern bei den Kongresswahlen im November 1946 erstmals seit 16 Jahren wieder eine Mehrheit in beiden Kammern der Legislative zu erringen. Obwohl der Präsident nach Konstituierung des neuen Kongresses im Januar 1947 mit den republikanischen Führern in außenpolitischen Fragen eng kooperierte, kam es in innenpolitischen Fragen zu erbitterten Auseinandersetzungen. Truman sah sich als Verteidiger von Roosevelts Erbe, das er gegen einen republikanischen Kongress zu verteidigen habe, der Sozialreformen revidieren wolle und eine Klientelpolitik zugunsten der oberen Einkommen und Großkonzerne betrieb. Die Republikaner verstanden ihren Wahlsieg als Mandat der Bevölkerung, einen als zu überhand nehmenden Sozialstaat sowie wirtschaftsschädliche Regulierungen drastisch zurückzufahren. Auch der in den Jahren seit der Great Depression gewonnene Einfluss der Gewerkschaften war vielen Republikanern ungelegen, da er in ihren Augen dem Wirtschaftswachstum schadete. So verabschiedete der Kongress im Sommer 1947 das sogenannte Taft-Hartley-Gesetz, mit dem er Einfluss der Arbeitnehmervereinigungen stark eingeschränkt und ausufernde Streiks eingedämmt werden sollten.
Präsident Truman legte sein Veto gegen die Vorlage ein. Allerdings gelang es den Republikanern mithilfe der konservativen Demokraten aus dem Süden den Einspruch des Präsidenten mit der notwendigen Zweidrittelmehrheit zu überstimmen. Trumans Veto verbesserte sein Ansehen bei den Gewerkschaften wieder, die sich 1948 größtenteils für eine Wiederwahl des Präsidenten aussprachen. Zwei weitere Vetos Trumans gegen die von den Republikanern angestrebten Steuersenkungen konnten nicht zurückgewiesen werden.

#### Bemühungen in Bürgerrechts- und Rassenfragen

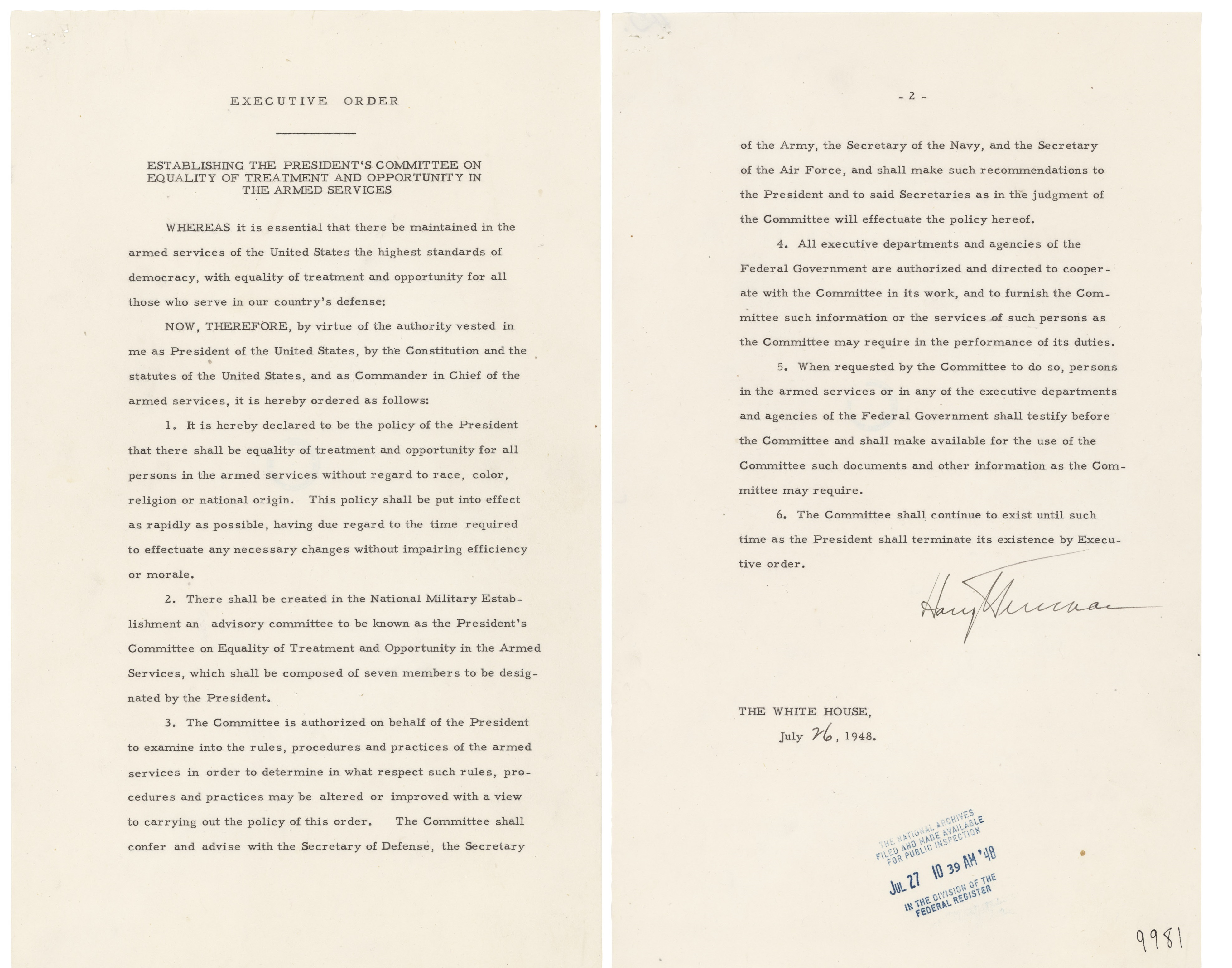
Die von Truman im Juli 1948 erlassene Executive Order 9981, welche die Rassentrennung in den Streitkräften beendete

Als Präsident trat Truman entschieden gegen Rassendiskriminierung auf. Er hielt die soziale und ökonomische Benachteiligung von Afroamerikanern für unvereinbar mit den Idealen der amerikanischen Verfassung. Im Dezember 1946 berief er Charles Edward Wilson, den Präsidenten von General Electric, zum Vorsitzenden einer temporären Kommission über Bürgerrechte. Das President’s Committee on Civil Rights sollte Maßnahmen und neue Gesetze zum Schutz und zur Verbesserung der Bürgerrechte aller US-amerikanischen Staatsbürger vorschlagen. Die Kommission bestand aus insgesamt 15 Mitgliedern, unter ihnen der Sohn des verstorbenen Präsidenten, Franklin D. Roosevelt Jr. Sie legte fristgerecht im Dezember 1947 einen 178-seitigen Bericht mit dem Titel To Secure These Rights vor.
Zu den wegweisendsten innenpolitischen Entscheidungen Trumans zählt seine Executive Order vom 26. Juli 1948 zur Aufhebung der Rassentrennung in den Streitkräften der Vereinigten Staaten. Für diese Haltung wurde er vor allem vom konservativen Parteiflügel aus dem Süden vehement kritisiert. Seine Forderung nach tatsächlicher Gleichberechtigung von Farbigen waren mitverantwortlich für die Abspaltung des Parteiflügels zur Wahl 1948 und leitete eine langsame Abkehr des Südens von der Demokratischen Partei, die dort seit ihrem Bestehen ihre Hochburgen hatte, ein. Die Zuwendung der Südstaaten zu den Republikanern wurde durch die Politik der demokratischen Präsidenten John F. Kennedy und Lyndon B. Johnson endgültig besiegelt, die sich ebenfalls für die Gleichberechtigung von Schwarzen engagierten und hier, wie auch Truman, im Gegensatz zu den meisten Politikern aus dem Süden eine Zuständigkeit der Bundesregierung sahen (siehe auch Solid South). In vielen Bundesstaaten des Nordens und des Westens vollzog sich hingegen eine umgekehrte Entwicklung. Von Truman geforderte gesetzliche Vorstöße in diesem Bereich erwiesen sich jedoch angesichts der ablehnenden Haltung südstaatlicher Politiker als schwierig. Dennoch wird Trumans Politik als Beginn für die Schaffung von gleichen Lebensbedingungen der Farbigen in den USA gesehen. Viele seiner politischen Bestrebungen in diesem Bereich wurden in den 1960er-Jahren unter Präsident Lyndon B. Johnson umgesetzt; darunter auch die zivile Abschaffung der Rassentrennung.

#### Beginn des Kalten Krieges und Marshallplan

Von links nach rechts: UN-Botschafter Warren Austin, Präsident Harry S. Truman, Außenminister George C. Marshall und der republikanische Senator Arthur H. Vandenberg am 13. August 1947

Bereits während der Potsdamer Konferenz traten mehr und mehr politische Spannungen zwischen der Sowjetunion und den Westmächten (besonders den Vereinigten Staaten und dem Vereinigten Königreich) auf. Diese fußten insbesondere auf sehr verschiedenen politischen und gesellschaftlichen Systemen. Die US-Regierung sah in der nachfolgenden Zeit zunehmend Indizien, die UdSSR unter Stalin wolle ihren Einfluss über Europa ausdehnen. In den Ostblockstaaten installierte die UdSSR sogenannte Satellitenstaaten. In diesen Ländern wurden sozialistische Gesellschaftssysteme eingerichtet. Gegenüber politisch Andersdenkenden, insbesondere gegenüber der Sowjetunion kritischen Politikern, reagierte man mit Verfolgung und auch Mord. Das Bekanntwerden massiver Spionageaktionen der Sowjetunion in Großbritannien, den USA und Kanada durch Dokumente des übergelaufenen Kryptographen Igor Gouzenko bewirkte im Jahr 1945 zusätzlich eine deutlich konfliktfreudigere Haltung des Westens sowie der US-Regierung unter Truman.
Die politischen Spannungen zwischen den beiden neuen Supermächten USA und UdSSR nahmen in den folgenden Jahren massiv zu. Das gegenseitige Misstrauen wuchs, als mit der Irankrise 1946 und im Hinblick auf die politische Entwicklung der Türkei weitere Konfliktherde hinzukamen. In den Jahren 1945 und 1946 hatte Stalin den Versuch unternommen, die von Kurden und Aseris bewohnten Provinzen Irans abzuspalten, um dort prosowjetische Staaten zu etablieren. So wollte Stalin beispielsweise in Teheran eine kommunistische Regierung installieren, die der dauerhaften Besetzung Irans durch sowjetische Truppen zustimmen und aus dem Iran einen prosowjetischen Satellitenstaat gemacht hätte. Erst die Drohung Präsident Trumans mit ernsthaften Konsequenzen, bis hin zum Einsatz von Atomwaffen, ließ Stalin einlenken.
Angesichts der gespannten weltpolitischen Lage verkündete Truman am 12. März 1947 vor dem Kongress seine als Truman-Doktrin bekannt gewordene Außenpolitik, die aktive Unterstützung der „in ihrer Freiheit bedrohten freien Völker“, zunächst Griechenland und der Türkei, die den Kalten Krieg von westlicher Seite her begründete. Truman setzte sich auch dafür ein, dass die Mittel für den Marshallplan mit breiter Mehrheit im Kongress bewilligt wurden. Am 3. April 1948 wurde schließlich das Marshallplan-Gesetz von Truman unterzeichnet und dieses führte weiter zum Nordatlantikpakt. Dieses Programm sah umfassende Wiederaufbauhilfe der USA in zahlreichen europäischen Ländern und zur Erschließung unterentwickelter Gebiete in Form von Krediten und Warenlieferungen vor. Dabei blieb Truman persönlich stets bemüht alle Verständigungsmöglichkeiten mit Stalin und der sowjetischen Politik auszunutzen. Ziel war einerseits die wirtschaftliche und soziale Regeneration dieser Staaten sowie andererseits die Vorbeugung gegenüber einem weiteren Ausbreiten des Kommunismus in Europa. In der amerikanischen Regierung war man zu der Auffassung gelangt, der Kommunismus könne sich im europäischen Raum ausbreiten, falls die aus den Zerstörungen des Krieges resultierenden Hungersnöte und wirtschaftlichen Probleme nicht beseitigt würden. Gleichzeitig würde durch den wirtschaftlichen Aufbau in Europa den USA ein neuer Handelspartner entstehen und somit auch die US-Wirtschaft fördern. Das Wiederaufbauprogramm wird in historischem Kontext heute als Erfolg gewertet, da zahlreiche europäische Länder, insbesondere Deutschland, davon profitierten. Staaten im Ostblock sowie die UdSSR selbst lehnten angebotene Hilfen aus dem Marshallplan ab.

#### Anerkennung Israels

Von Truman unterzeichnete Presseerklärung zur Anerkennung Israels (14. Mai 1948)

Truman stand den Bestrebungen, im Nahen Osten mit Israel einen jüdischen Staat zu errichten, positiv gegenüber. Schon als Senator trat er als Befürworter des Zionismus auf. Obwohl die Schaffung eines jüdischen Staates auch in der amerikanischen Bevölkerung populär war, gab es innerhalb des Kabinetts auch Bedenken. So warnte Verteidigungsminister James V. Forrestal den Präsidenten, die Anerkennung eines solchen Staates könne die Beziehungen zu Saudi-Arabien belasten, die jedoch aufgrund der Abhängigkeit vom Öl von elementarer Bedeutung für die USA seien. Truman wies dies jedoch zurück und erklärte, er werde seine Entscheidungen nicht nach Öl, sondern nach Recht fällen. Für den Präsidenten war die Anerkennung und Unterstützung Israels, in das viele Überlebende des Holocaust flüchten konnten, angesichts der jüdischen Verfolgung durch das NS-Regime wenige Jahre zuvor vor allem eine moralische Angelegenheit, aber auch eine Konsequenz aus innenpolitischem Druck, vor allem von Seiten des Kongresses. Als Israel sich am 14. Mai 1948 für unabhängig erklärte, erkannte Truman die Souveränität des Landes noch am selben Tag an. Auch die Sowjetunion vollzog dies wenige Tage später. Trumans Entscheidung zur Anerkennung des neuen jüdischen Staates war Ausgangspunkt für die bis heute engen politischen Beziehungen der Vereinigten Staaten und Israel. Andererseits hielt er die Juden für sehr selbstsüchtig. In seinem Tagebuch schrieb er am 21. Juli 1947, dass es den Juden egal sei, wie viele Flüchtlinge ermordet oder misshandelt würden, solange mit den Juden anders umgegangen werden würde.

### Präsidentschaftswahl 1948

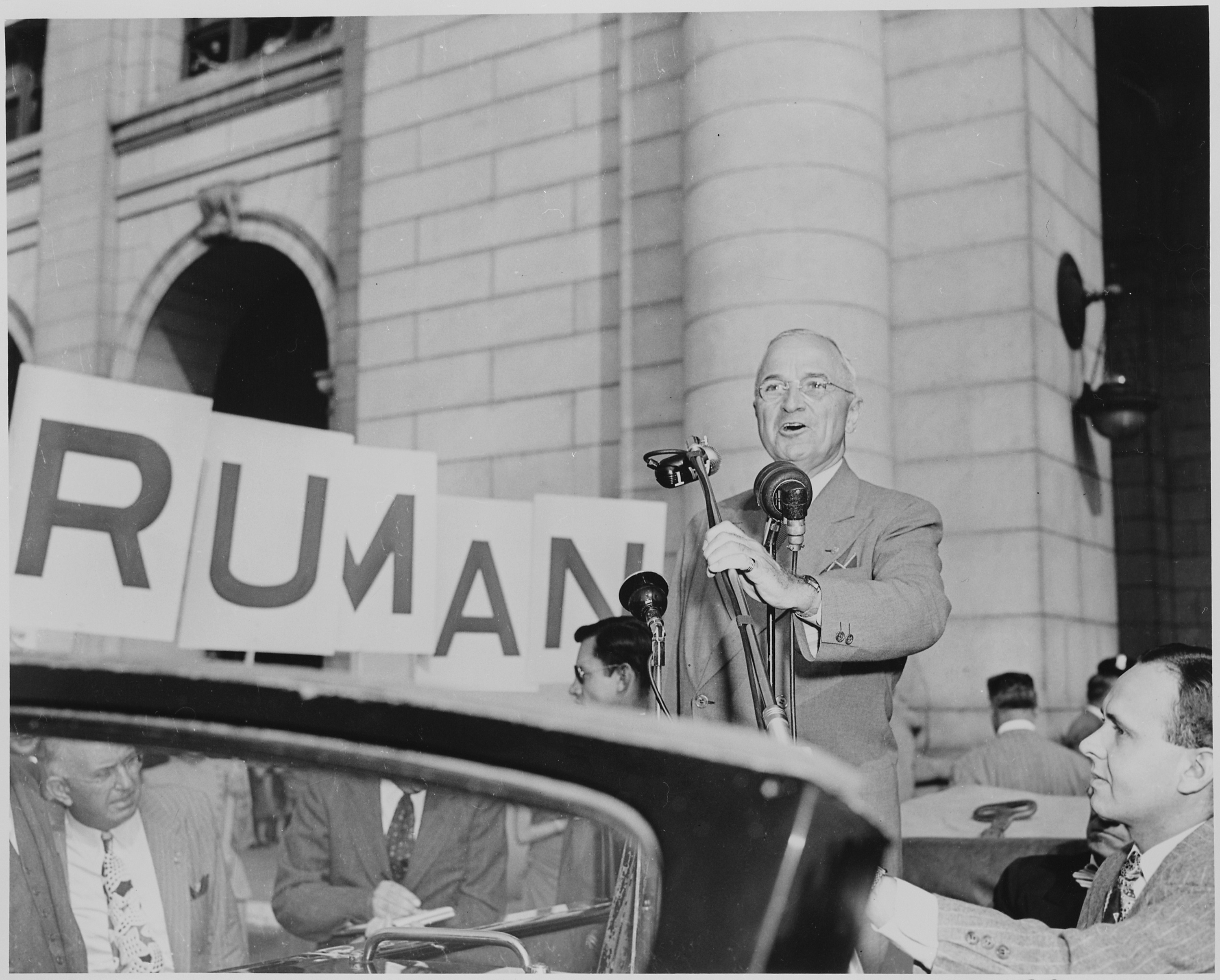
Truman bei einem Wahlkampfauftritt im Oktober 1948

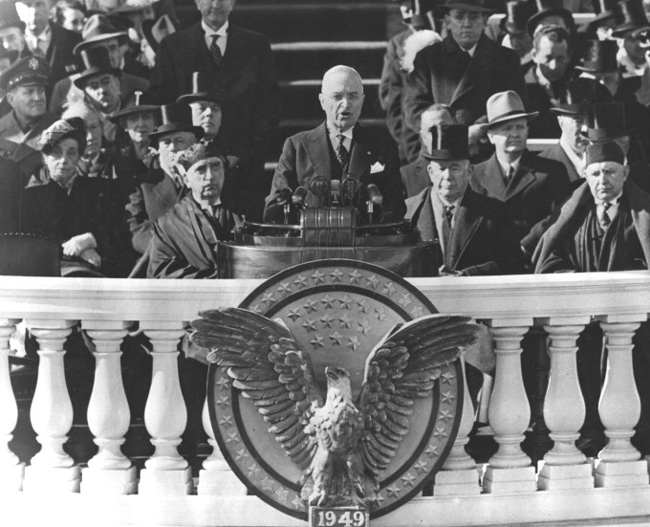
20. Januar 1949: Harry S. Truman bei seiner Rede nach der Eidesleistung vor dem Kapitol

Für die nächste Präsidentschaftswahl, die turnusgemäß am 2. November 1948 stattfand, trat Truman zur Wiederwahl an. Da er bisher nur in der Nachfolge Roosevelts das Präsidentenamt innehatte, wollte er eine eigene Legitimierung von den Wählern. Auf der Democratic National Convention, dem Nominierungsparteitag der Demokraten, setzte er sich mit 947 zu 266 Delegiertenstimmen klar gegen den Südstaaten-Senator Richard B. Russell durch. Auf dem Parteitag wählte er den Senator Alben W. Barkley zu seinem Kandidaten für das Amt des Vizepräsidenten. Im Vorfeld des Konvents gab es jedoch aufgrund Trumans geringer Popularität auch kritische Stimmen innerhalb der Partei, die forderten, Truman durch einen anderen Kandidaten zu ersetzen. In allen Meinungsumfragen lag er deutlich hinter seinem republikanischen Herausforderer Thomas E. Dewey, der schon 1944 republikanischer Kandidat war.
Im September und Oktober 1948 bereiste Truman mit dem Zug das ganze Land und hielt mehr als 200 Reden. Bei seinen Ansprachen warb er für sein liberales Programm und griff die Republikaner scharf an. Weitaus schärfer als den innenpolitisch gemäßigten Dewey griff er den seit Januar 1947 republikanisch dominierten Kongress an. So bezeichnete er diesen als „Do-nothing-congress“ („Nichtstuer-Kongress“). Trotz der positiven Resonanz auf Trumans Auftritte wurden in der Öffentlichkeit und den Medien seine Chancen auf einen Wahlsieg als gering angesehen. Die Zuversicht des Präsidenten wurde als Zweckoptimismus abgetan. Hinzu kam, dass man für Truman mit weiteren Stimmenverlusten durch eine Splittergruppe der Demokratischen Partei, die Dixiecrats, rechnete. Diese südstaatliche Gruppierung, die vor allem Trumans liberale Positionen sowie seine Haltung zu den Bürgerrechten der Farbigen kritisierte, hatte Mitte 1948 mit Strom Thurmond einen eigenen Präsidentschaftskandidaten aufgestellt. Auch Trumans Vorgänger im Amt des Vizepräsidenten, Henry A. Wallace, kandidierte für die Progressive Partei für das Präsidentenamt. Es wurde erwartet, dass Wallace, der im Wahlkampf ein linkes Programm vertrat, Truman weitere Stimmen kosten würde.
Selbst am Wahltag rechnete trotz Trumans energischer Wahlkampagne keiner mit einem Wahlsieg des Präsidenten. Die Tageszeitung Chicago Tribune erschien am Tag nach der Wahl sogar mit einer Titelzeile, die den Gewinn der Präsidentschaftswahl für Dewey verkündete, obwohl Truman gewonnen hatte. Eines der wohl bekanntesten Pressefotos jener Zeit zeigt einen lächelnden Truman, der am Tag nach der Wahl ein Exemplar der Zeitung mit der Falschmeldung von seiner Niederlage (Schlagzeile: „Dewey Defeats Truman“) ins Bild hält.
Nach Auszählung der Stimmen stand jedoch Trumans Wahlsieg fest: Er hatte 49,6 Prozent der Stimmen errungen sowie eine Stimmenmehrheit in 28 Bundesstaaten. Damit entfielen 303 der 531 Elektoren im Wahlmännergremium auf Truman (266 waren zum Sieg erforderlich). Für Dewey sprachen sich 45,1 Prozent der Wähler aus, er hatte in 16 Bundesstaaten die Stimmenmehrheit und damit 189 Wahlmänner erhalten. Die Dixiecrats hatten landesweit lediglich 2,4 Prozent der Stimmen und 39 Wahlmänner gewonnen, alle aus den Südstaaten; im Rest des Landes waren die Dixiecrats chancenlos. Zudem hatten die Demokraten auch die gleichzeitig stattfindenden Kongresswahlen für sich entschieden, nachdem sie die Zwischenwahlen 1946 noch verloren hatten.

### Zweite Amtszeit
Nach seinem Wahlsieg vom November 1948 legte Truman den Amtseid für eine volle Amtsperiode im Rahmen einer feierlichen Zeremonie am 20. Januar 1949 vor dem Kapitol ab. Bei diesen Feierlichkeiten wurde auch Alben W. Barkley als Vizepräsident vereidigt. Es war die erste präsidiale Vereidigungszeremonie in der amerikanischen Geschichte, die vom Fernsehen übertragen wurde.
In seiner Antrittsrede sprach Truman über Wirtschaftswachstum und den Kampf gegen den Kommunismus in der ganzen Welt. In diesem Zusammenhang erklärte er auch, dass die entwickelten Industrienationen den unterentwickelten Ländern helfen müssen, sich selbst zu helfen. Die Rede gilt daher laut Thomas Fuster von der NZZ als grundlegender Anstoß für die Entwicklungspolitik.

#### „Fair Deal“
Für Trumans innenpolitisches Programm, das er zur Wahl von 1948 vorstellte, wurde in Anlehnung an Roosevelts New Deal der Begriff Fair Deal geprägt. Obwohl auch seine Demokraten im Zuge der Wahlen dieses Jahres wieder eine Mehrheit im Kongress erreichten, wurden aufgrund des Widerstandes der konservativen Koalition nur wenige seiner Vorschläge tatsächlich umgesetzt. Der Präsident hielt an seiner Forderung nach einer allgemeinen Krankenversicherung in Form des heutigen Medicare und Medicaid fest, was der Kongress jedoch mit den Stimmen der Konservativen Koalition ablehnte. Diese Vorhaben wurden erst in den 1960er-Jahren unter Lyndon B. Johnson realisiert. Auch eine von Truman angestrebte Rücknahme des Taft-Hartley-Gesetze kam wegen der Blockadehaltung der konservativen Koalition nicht zustande. Realisiert wurde hingegen der Housing Act of 1949 zur Förderung des Sozialen Wohnungsbaus. Im Zuge des Programms beteiligte sich der Bund am Bau von rund 800.000 Wohnungen.

#### Wettrüsten

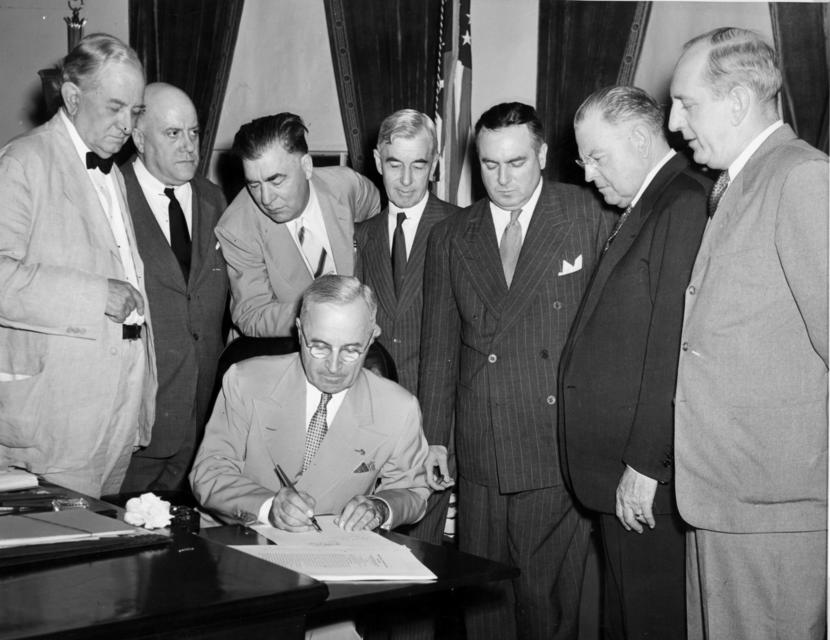
Im Beisein von Kongressmitgliedern unterzeichnet Truman den Atomic Energy Act of 1946.

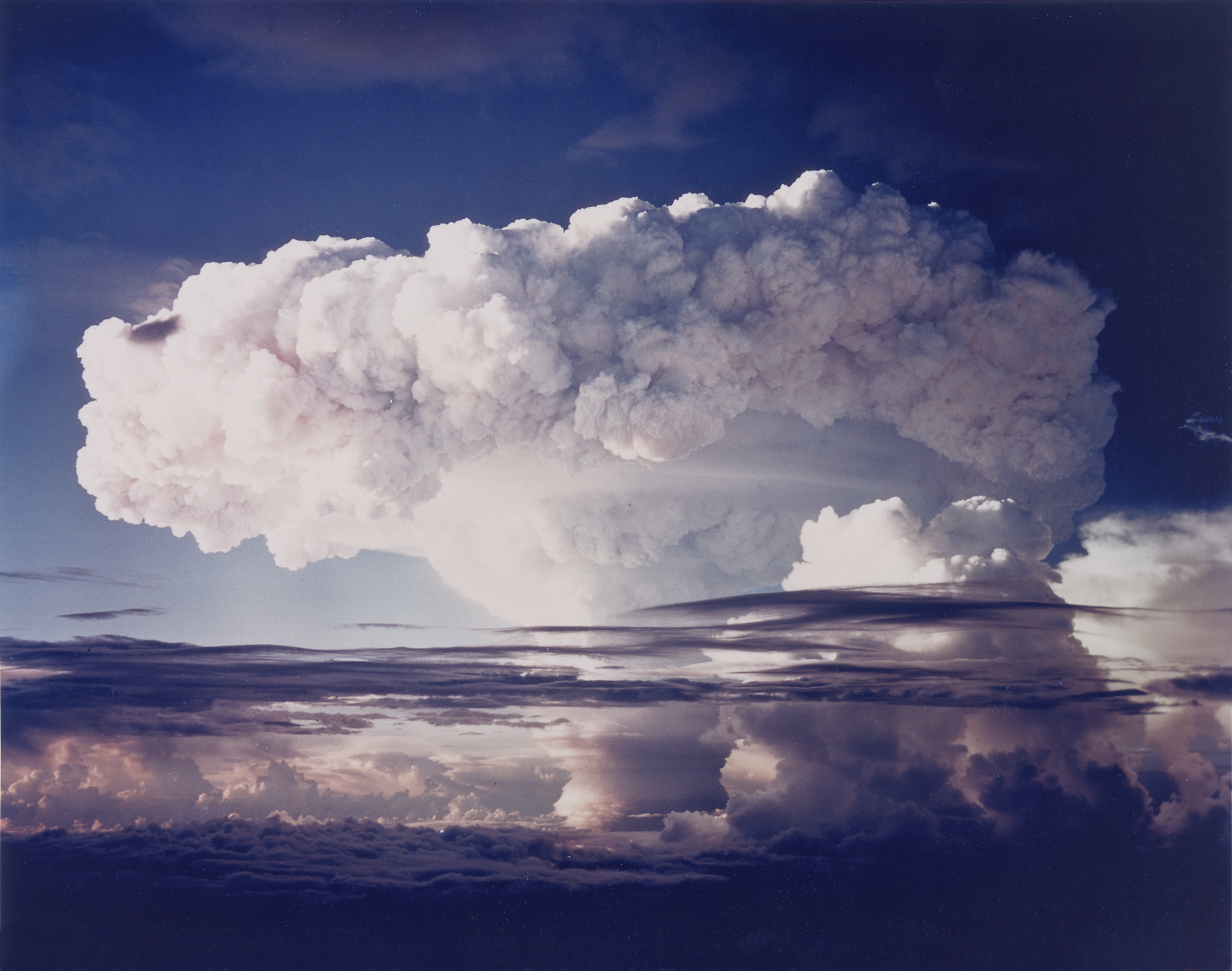
Explosion von Ivy Mike am 31. Oktober 1952, der ersten Zündung einer Wasserstoffbombe

Nach dem Atombombeneinsatz in Japan trieb die US-Regierung die Weiterentwicklungen von Nuklearwaffen rasch voran. Im Anbetracht der sich verschlechternden Beziehungen mit der UdSSR wurde eine Aufrüstung, bei Atomwaffen im Besonderen, als elementares Interesse der USA definiert, um im Falle einer militärischen Auseinandersetzung die Verteidigung des Landes und der Verbündeten gewährleisten zu können. Vor allem setzte man mit der nuklearen Bewaffnung aber auf Abschreckung, um so einen Atomkrieg verhindern zu können. Die systematische Aufrüstung führte zu einem Rüstungswettlauf mit der Sowjetunion (später auch mit Rotchina), der im Wesentlichen erst mit Ende des Kalten Krieges um das Jahr 1989 ein Ende fand.
Im Dezember 1945 beschloss Präsident Truman die Durchführung von Versuchen mit Kernwaffen, um deren Zerstörungspotential zu ermitteln. Das Bikini-Atoll und das benachbarte Eniwetok-Atoll wurden als Testgebiete gewählt, weil sie weitab von allen regulären Schifffahrts- und Flugverkehrsrouten lagen. Auf Anfrage des Militärgouverneurs der Marshallinseln stimmte das Oberhaupt der Bikinianer, König Juda, zu, dass sein Volk seine Heimat verlassen werde, im Glauben, zu einem späteren Zeitpunkt auf die Inseln zurückkehren zu können. Die insgesamt 167 Bikinianer wurden auf das kleinere, unbewohnte Rongdrik-Atoll umgesiedelt. Allerdings sind weite Teile der Testgebiete, die noch bis 1954 genutzt wurden, bis zum heutigen Tage derart verstrahlt, dass eine Neubesiedlung nicht möglich scheint. Zum damaligen Zeitpunkt bestand jedoch in der US-Regierung kein Bewusstsein über die langfristigen Folgen der Atomwaffentests. Die USA haben bis heute nur in Teilen Entschädigungszahlungen geleistet.
Als die Sowjetunion im August 1949 erfolgreich die erste Atombombe zündete, geriet die Truman-Administration unter starken Druck von Kongress und Öffentlichkeit, die Weiterentwicklung von Kernwaffen noch intensiver voranzutreiben. Noch kurz zuvor war man auf Seiten von Regierung und Geheimdiensten davon ausgegangen, dass die Sowjets erst einige Jahre später zum Bau einer Atombombe im Stande waren. Auf amerikanischer Seite war man sich damals jedoch im Unklaren, dass bereits das Manhattan-Projekt mit sowjetischen Spionen (wie Klaus Fuchs) unterwandert war, welche die Atomwaffengeheimnisse von Amerikanern und Briten an die UdSSR verrieten. Unter Leitung des Kernphysikers Edward Teller entwickelten die USA in den kommenden Jahren die Wasserstoffbombe. Mit der Durchführung des Tests Ivy Mike konnte Truman am 31. Oktober 1952 den ersten erfolgreichen Test einer Wasserstoffbombe verkünden (nach dem Ende von Trumans Präsidentschaft zog die UdSSR ebenfalls nach).

#### McCarthy-Ära und „unamerikanische Umtriebe“
Noch in Trumans Ära, besonders seiner zweiten Amtsperiode, hatte mit den Aktivitäten des House Un-American Activities Committee (HUAC) des Repräsentantenhauses und mit dem Untersuchungsausschuss des Senators Joseph McCarthy die sogenannte McCarthy-Ära begonnen, die Jagd auf tatsächliche und vermeintliche Kommunisten in den USA. Die damit verbundenen Auswüchse, die sich zu einer wahren Hysterie ausgewachsen hatten, veranlassten den Präsidenten später zu der scharfen Grundsatzkritik:

“I’ve said many a time that I think the Un-American Activities Committee in the House of Representatives was the most un-American thing in America!”

„Ich habe wiederholt gesagt, dass ich der Meinung bin, das Komitee für unamerikanische Umtriebe im Repräsentantenhaus war die un-amerikanischste Angelegenheit in Amerika!“

#### Koreakrieg

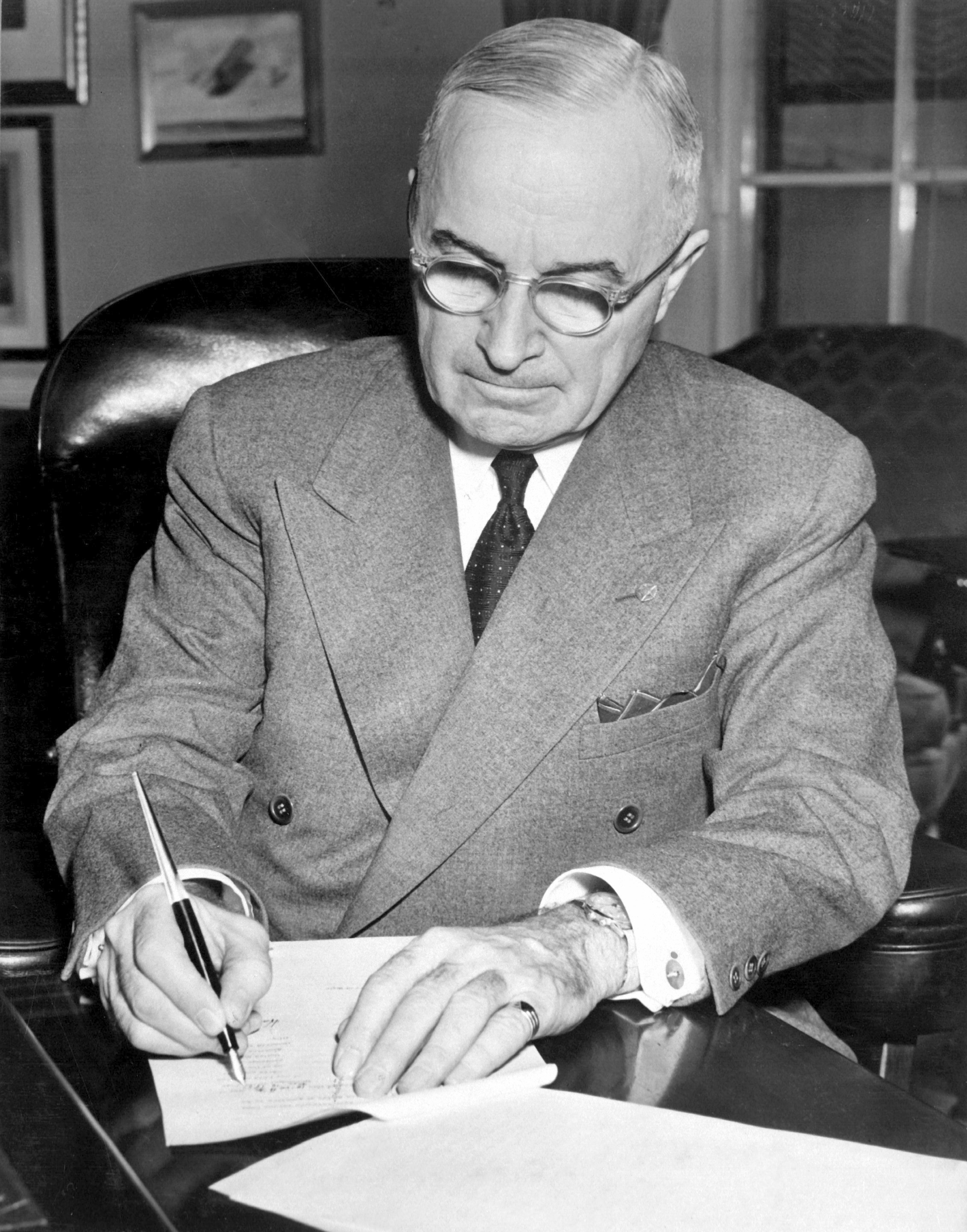
Am 16. Dezember 1950 unterzeichnet Präsident Truman nach dem Einmarsch nordkoreanischer Truppen in Südkorea eine Proklamation zum nationalen Notstand.

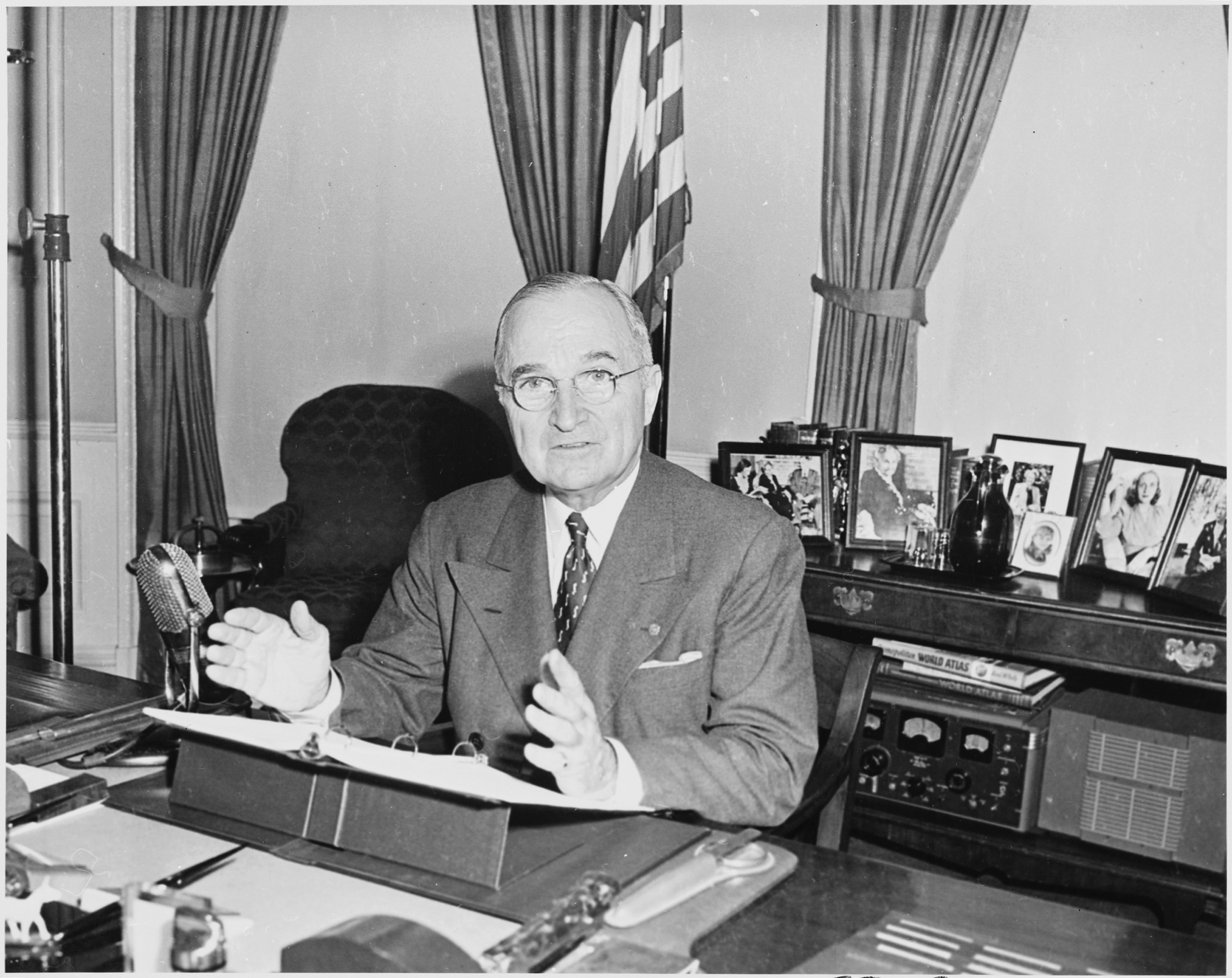
Präsident Truman an seinem Schreibtisch im Oval Office, 1951

Korea war nach dem Zweiten Weltkrieg auf Höhe des 38. Breitengrades in Nord und Süd geteilt worden. Während im Norden ein von der Sowjetunion gestütztes kommunistisches Regime etabliert wurde, entstand im Süden eine antikommunistische Regierung mit Unterstützung der USA. Im Juni 1950 kam es auf Betreiben des nordkoreanischen Machthabers Kim Il-sung zu einer Invasion des Nordens in den Süden mit dem Ziel der Wiedervereinigung Koreas unter kommunistischer Führung. Die UdSSR unter Stalin billigte dieses Vorgehen und lieferte Kriegsausrüstung an Nordkorea (russische Soldaten wurden aber nicht entsandt). Mit einem UN-Mandat schickten die USA und einige weitere westliche Staaten Truppen unter dem Kommando von General Douglas MacArthur auf die koreanische Halbinsel zur Abwehr der Invasion. Die US-Kriegsführung erwies sich zunächst als erfolgreich, indem die nordkoreanischen Einheiten immer weiter zurückgedrängt wurden. Truman autorisierte auf General MacArthurs Bestreben den weiteren Vormarsch der US-Truppen sowie deren Verbündeter bis an die Grenze zur Volksrepublik China. MacArthur hatte eine Kriegsbeteiligung Chinas, das im Jahr zuvor unter kommunistische Führung geriet, als sehr unwahrscheinlich bezeichnet. Als sich dies jedoch Ende des Jahres als unwahr erwies und chinesische Streitkräfte in den Konflikt eingriffen, wurde MacArthur von Truman entlassen. Da MacArthur in der US-Bevölkerung und unter vielen amerikanischen Politikern ein hohes Ansehen genoss, führte die Entscheidung des Präsidenten zu kontroversen Diskussionen.
Bedingt durch die chinesische Beteiligung an dem Konflikt dauerte dieser immer länger an und entwickelte sich angesichts der schwierigen militärischen Lage zu einer Farce. Der Frontverlauf stabilisierte sich entlang der vormaligen Grenze am 38. Breitengrad. Vorschläge der Militärs zum Einsatz von Atomwaffen, wie sie bereits Douglas MacArthur gemacht hatte, lehnte Truman angesichts der unkalkulierbaren Folgen strikt ab. Da seit 1949 auch die UdSSR über Atomwaffen verfügte, erschien Truman das Risiko eines sich global ausweitenden Konflikts in Form eines Atomkrieges zu groß. Diplomatische Anläufe zur Beendigung des Krieges blieben lange Zeit erfolglos, sodass sich die Kämpfe bis über Trumans Amtszeit hinaus hinzogen. Erst nach dem Ende seiner Präsidentschaft wurde 1953 ein Waffenstillstandsabkommen unterzeichnet, jedoch kein Friedensvertrag, womit der Konflikt formal bis zum heutigen Tage andauert.

#### Renovierung des Weißen Hauses

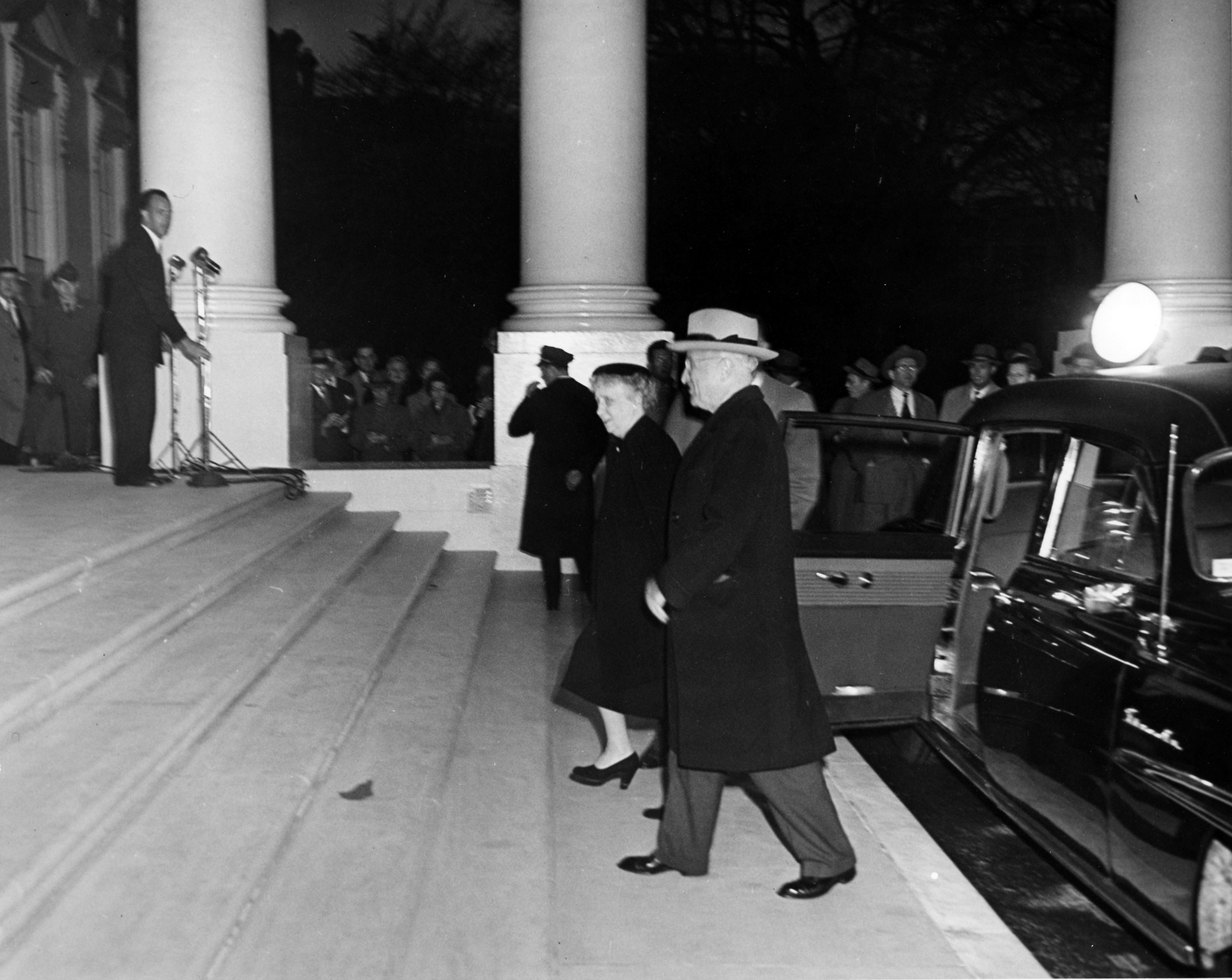
Gemeinsam mit seiner Ehefrau betritt Truman am 27. März 1952 erstmals das Weiße Haus nach der umfassenden Renovierung

Während Trumans Amtszeit fand eine umfassende Renovierung des Weißen Hauses statt, die später als Truman Reconstruction bekannt wurde. Mitte der 1940er-Jahre befand sich der Amtssitz des Präsidenten in schlechtem Zustand. Die letzte große Restauration der Anfang des 19. Jahrhunderts erbauten Residenz hatte während Theodore Roosevelts Amtszeit zu Beginn der 1900er-Jahre stattgefunden. Die Arbeiten begannen 1948 und wurden 1952 abgeschlossen. Dabei wurde das Weiße Haus großflächig erneuert: Die Innenstruktur wurde entfernt und komplett erneuert, es wurden einige Änderungen am Grundriss durchgeführt und die Architektur wurde verstärkt. Eine vollständige Entkernung wurde durchgeführt, aber die innere Struktur – nunmehr in Stahlbeton – weitgehend rekonstruiert. Im zweiten Stock auf der Südseite wurde ein neuer Balkon errichtet, der den Namen Truman Balcony erhielt. Dieser war anfangs äußerst umstritten. Vorwürfe, er verschandelte den Präsidenten-Amtssitz, wies Truman zurück.
In dieser Periode residierte der Präsident im Blair House, das sich unweit des Weißen Hauses in Washington befindet. Der West Wing, wo sich auch das Oval Office befindet, wurde aber nicht restauriert und blieb daher regulär in Benutzung.

#### Versuchtes Attentat
Truman überlebte am 1. November 1950 ein Attentat, bei dem einer der beiden puerto-ricanischen Attentäter, Griselio Torresola, und einer der Männer aus seiner Leibwache (Leslie Coffelt) erschossen wurden, das den Präsidenten selbst jedoch nicht ernsthaft gefährdete. Oscar Collazo, der zweite Attentäter, erhielt die Todesstrafe, welche Truman durch eine präsidiale Verfügung auf lebenslangen Freiheitsentzug abmilderte. Sein Nachfolger Jimmy Carter, von 1977 bis 1981 US-Präsident, begnadigte Collazo, der nach eigenen Angaben keine persönlichen Motive gegen Truman hatte, im September 1979.

### Wahl 1952 und Ende der Amtszeit

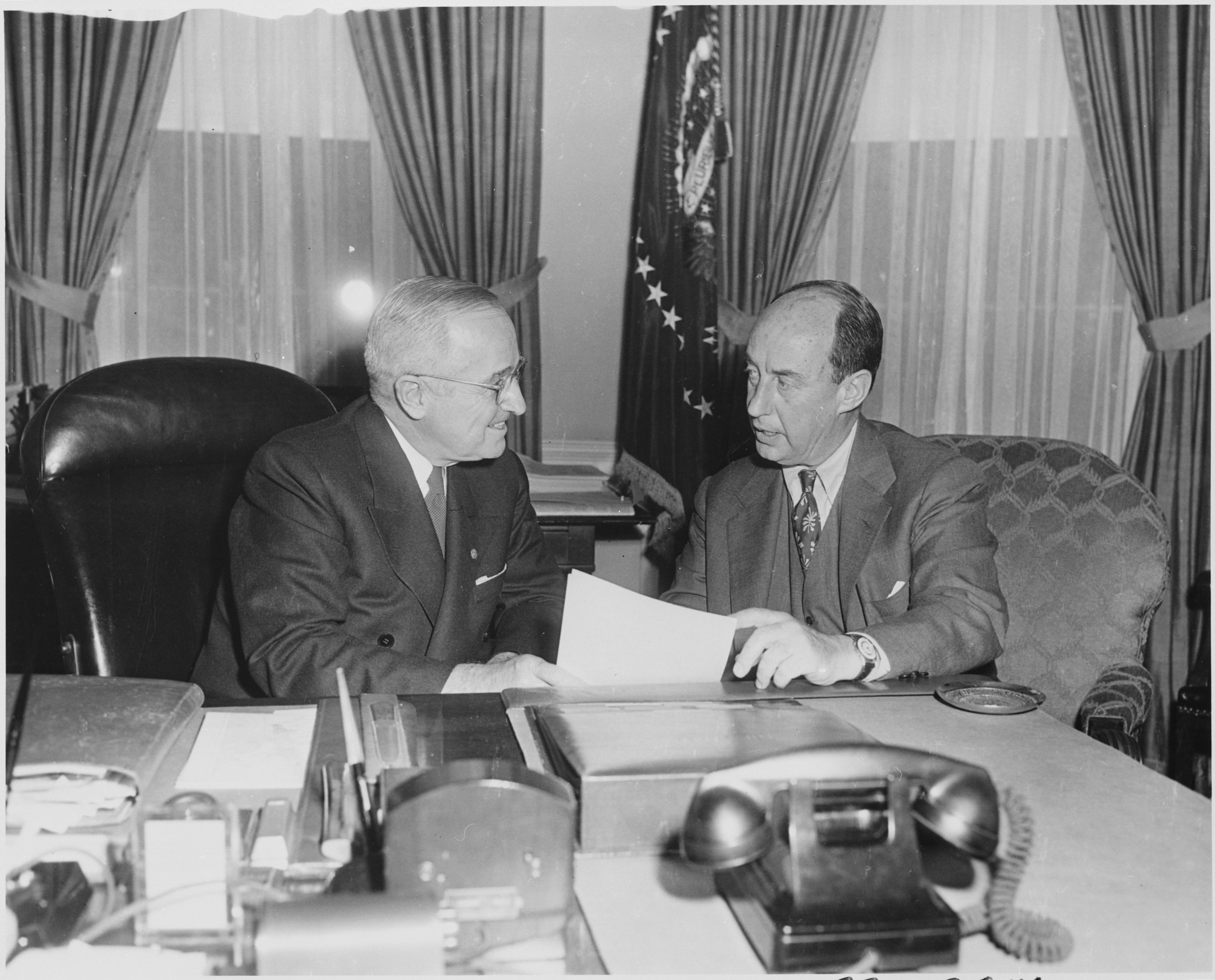
Harry S. Truman (links) während eines Gesprächs im Oval Office mit dem unterlegenen demokratischen Präsidentschaftskandidaten Adlai Stevenson (Dezember 1952).

Truman hätte ebenso wie sein Vorgänger Franklin D. Roosevelt für eine weitere Amtszeit kandidieren und damit im Falle eines Wahlsieges eine nahezu zwölfjährige Präsidentschaft ausüben können. 1951 wurde zwar durch den 22. Verfassungszusatz die maximal mögliche Präsidentschaft auf zehn Jahre limitiert (zwei Jahre Übernahme als Vizepräsident und acht Jahre als gewählter Präsident), jedoch galt diese Regelung noch nicht für den amtierenden Präsidenten. Anfang des Jahres 1952 wurde es daher in US-Medien als möglich angesehen, dass der Amtsinhaber erneut kandidiert. Truman stand bei der ersten Primary zur Präsidentschaftswahl 1952 in New Hampshire noch auf dem Wahlzettel, verlor aber gegen Estes Kefauver. Am 29. März 1952 gab er eine Erklärung ab, keine weitere Amtszeit anzustreben. In seinen Memoiren schrieb Truman später, er habe sich schon nach seiner Wiederwahl 1948 entschlossen, 1952 nicht mehr anzutreten. Im Wahlkampf unterstützte er danach den demokratischen Präsidentschaftskandidaten Adlai Ewing Stevenson, nachdem sein Wunschkandidat Fred M. Vinson, der Oberste Bundesrichter und ehemalige Finanzminister, eine Kandidatur abgelehnt hatte. Bei der Wahl im November 1952 unterlag Stevenson aber Dwight D. Eisenhower, der für die Republikaner antrat. Eisenhower löste Truman am 20. Januar 1953 als Präsident ab.

### Berufungen an den Supreme Court
Truman ernannte in seiner Zeit als Präsident vier Richter an den Obersten Gerichtshof der USA:
- Harold Hitz Burton – 1945
- Fred M. Vinson (Chief Justice) – 1946
- Tom C. Clark – 1949
- Sherman Minton – 1949

Vinson, der von 1946 bis zu seinem Tod 1953 im Amt blieb, ist bis heute der letzte Vorsitzende Richter des Obersten Gerichtshofs (Chief Justice), der von einem demokratischen US-Präsidenten ernannt wurde. Weitere Berufungen erfolgten an niedrigere Bundesgerichte.

## Ruhestand und Tod

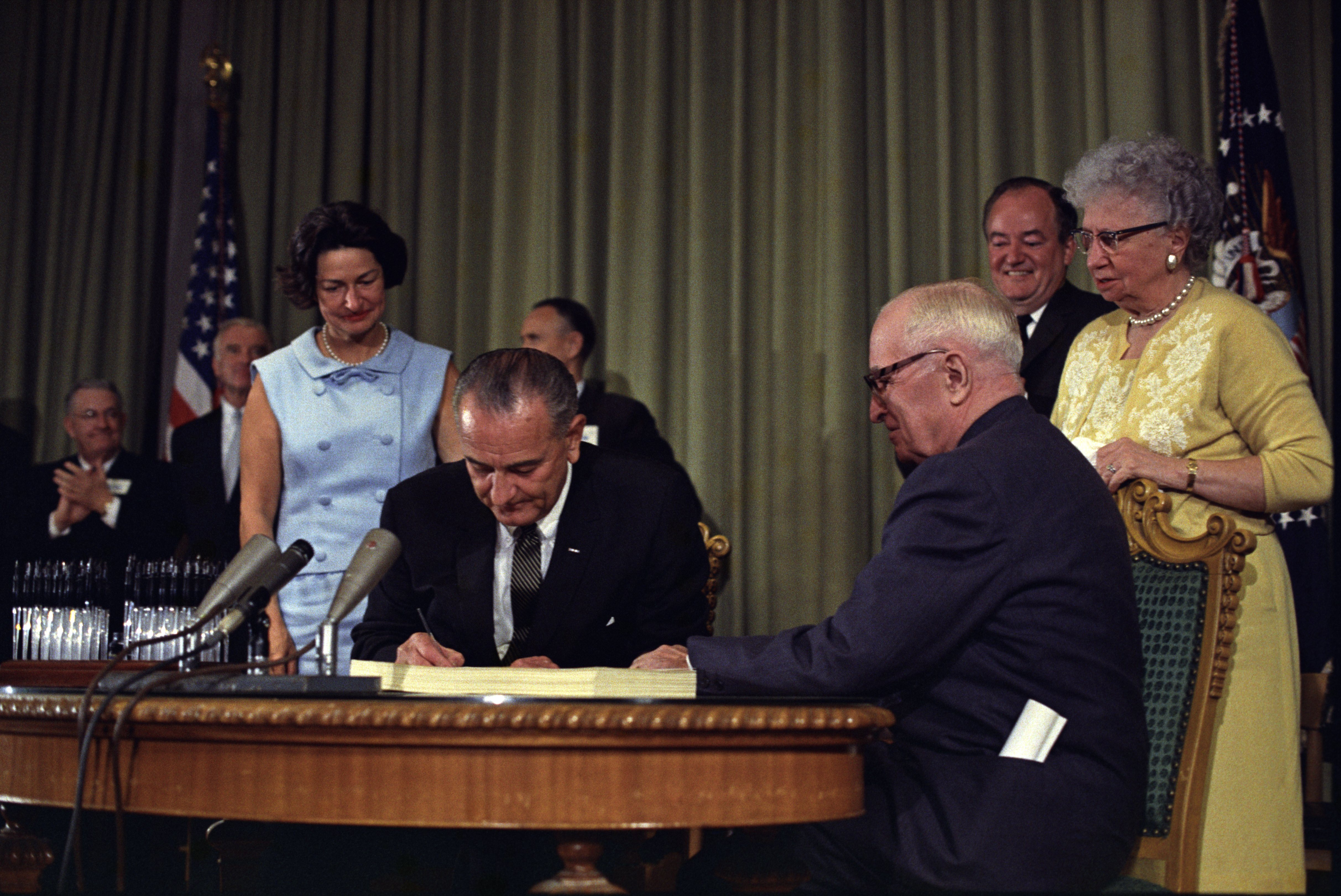
Harry S. Truman (rechts, sitzend) mit Präsident Lyndon B. Johnson im Juli 1965

Nachdem Truman aus dem Amt geschieden war, zog er sich nach Missouri ins Privatleben zurück, und seine öffentlichen Auftritte wurden seltener. Nachdem Mitte der 1950er-Jahre Trumans begrenzte finanzielle Spielräume bekannt geworden waren, verabschiedete der US-Kongress den Former Presidents Act, der allen ehemaligen Präsidenten den Anspruch auf Pensionsvergütungen sowie weitere Leistungen wie Personenschutz und ein eigenes Büro einräumte. Bis dato hatten weder Truman noch einer seiner Vorgänger Pensionsgelder für ihre Tätigkeit als Staatsoberhaupt erhalten. Nach seinem Ausscheiden verfasste er seine doppelbändigen Memoiren. Der erste Band, der lediglich von seinem ersten Amtsjahr handelt, wurde 1955 veröffentlicht. Der zweite Teil erschien im Jahr 1956. Ein Jahr darauf eröffnete in Independence, Missouri das Harry S. Truman Presidential Library and Museum, die Präsidentenbibliothek Trumans.
Im Vorfeld der Präsidentschaftswahl 1960 äußerte sich Truman kritisch gegenüber John F. Kennedy, den er für das Weiße Haus als zu jung und unerfahren ansah. Nach Kennedys Wahlsieg unterstützte der ehemalige Präsident jedoch dessen Politik ebenso wie jene seines Nachfolgers Lyndon B. Johnson. Im Juli 1965 wurde er in seiner Heimatstadt Independence von Präsident Johnson besucht, der in Trumans Gegenwart den Social Security Act of 1965, ein Gesetz zur Schaffung von Medicare und Medicaid, unterzeichnete. Johnson wollte damit an Trumans Bemühen erinnern, der zu seiner Amtszeit ein ähnliches Gesetz zu verabschieden versucht hatte, jedoch damit im Kongress gescheitert war.
Truman starb am 26. Dezember 1972 im Alter von 88 Jahren und wurde kurz darauf in seiner Heimatstadt beerdigt. Zu seinem Begräbnis erschienen neben zahlreichen weiteren Gästen die US-Präsidenten Johnson und Richard Nixon.

## Ku-Klux-Klan
Truman stand in der Kritik, sich kurzzeitig mit dem Ku-Klux-Klan beschäftigt zu haben. Im Zuge seiner Kandidatur für ein Richteramt in Jackson County im Jahr 1922 rieten ihm seine Freunde Edgar Hinde und Spencer Salisbury, dem Klan beizutreten. Der Klan war zum damaligen Zeitpunkt im Jackson County politisch mächtig und zwei von Trumans Gegnern in den Vorwahlen hatten Klan-Unterstützung. Trotz anfänglicher Widerstände zahlte Truman schließlich zehn US-Dollar Mitgliedsbeitrag für den Klan. Laut Salesbury wurde Truman in den Klan aufgenommen, war jedoch hierauf ein passives Mitglied.

## Freimaurerei
Truman war ein sehr aktiver Freimaurer. Aufgenommen wurde er in der Belton Lodge No. 450 in Grandview, Missouri. Als er 1909 den Antrag auf Aufnahme stellte, gab er als Beruf „Farmer“ an. 1911 gründeten er und einige andere Freimaurer die Grandview Lodge No. 618. Er diente dort als erster Meister vom Stuhl. 1940 wurde er zum Großmeister der Großloge von Missouri gewählt und diente ihr bis zum Oktober 1941.

## Nachwirkung

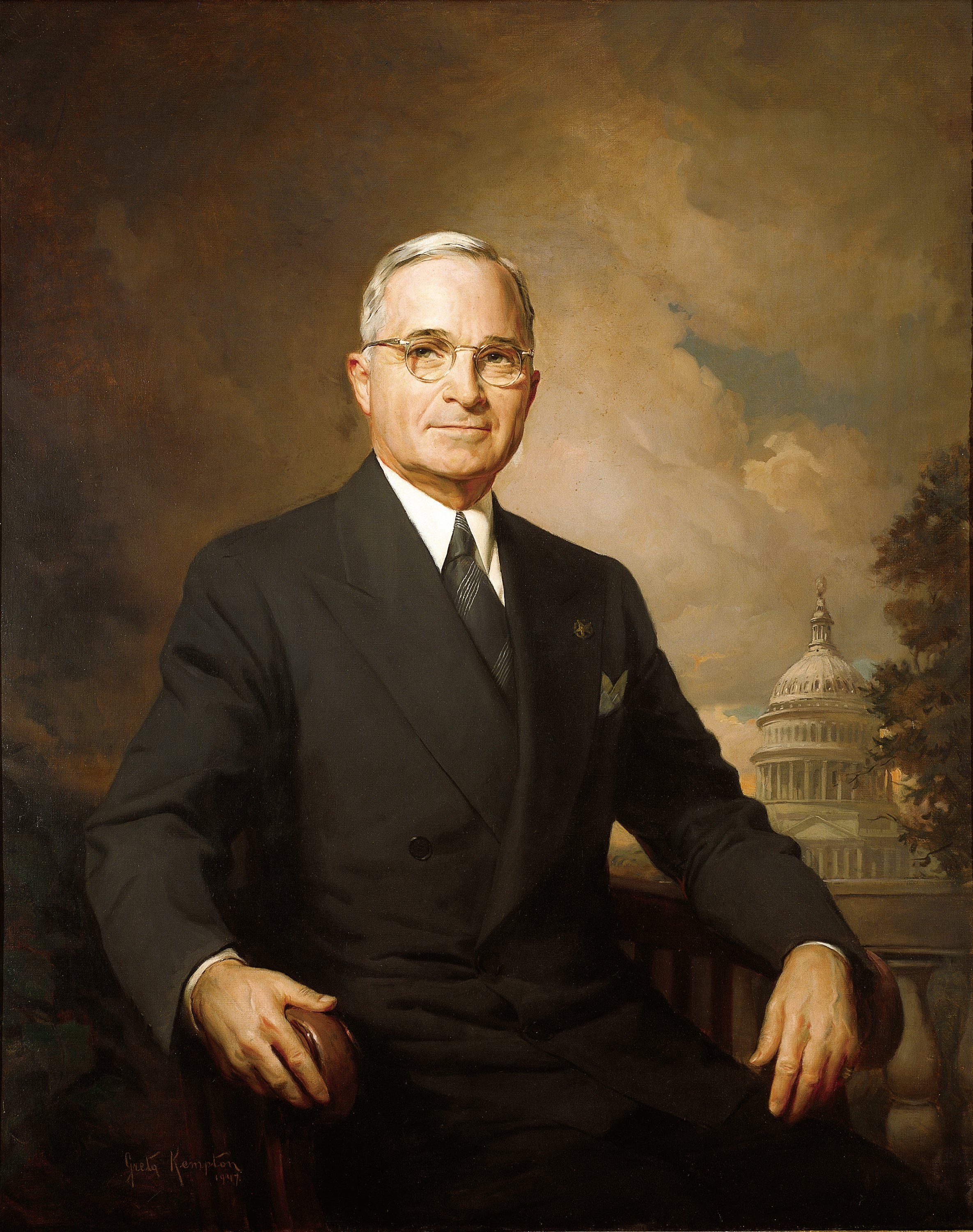
Offizielles Porträt von Harry S. Truman im Weißen Haus

Am Ende seiner Amtszeit im Januar 1953 galt Truman als einer der unpopulärsten Präsidenten in der amerikanischen Geschichte. Nach Umfragen zu jener Zeit waren nur rund 24 Prozent der US-Bürger zufrieden mit der Arbeit des Präsidenten. Dies entsprach dem Niveau an Zustimmung von Richard Nixon auf dem Höhepunkt der Watergate-Affäre 1974. Der andauernde und verlustreiche Koreakrieg, die Korruptionsvorwürfe gegen einige Mitglieder seiner Regierung (nicht gegen Truman selbst) sowie das politische Klima, das von Hysterie und Furcht gegenüber dem Kommunismus (McCarthy-Ära) geprägt war, waren Gründe hierfür.
Trumans öffentliches Ansehen begann jedoch nach dem Ende seiner politischen Laufbahn wieder zuzunehmen. Insbesondere nach seinem Tod im Jahr 1972 stieg er postum zu einem der beliebtesten US-Präsidenten auf. Historiker führen als Grund für diese Entwicklung die Truman zugeschriebene Willensstärke in Bezug auf die Außenpolitik im beginnenden Kalten Krieg an. Besondere Wertschätzung bei Historikern sowie vielen US-Amerikanern findet der von Truman maßgeblich mitinitiierte Wiederaufbau in Westeuropa nach dem Zweiten Weltkrieg. Programme wie der Marshallplan hätten nicht nur dies- und jenseits des Atlantiks beträchtliches Wirtschaftswachstum generiert, sondern auch die Demokratie in Europa gestärkt. Innenpolitisch finden heute insbesondere seine Bemühungen um die Bürgerrechte Wertschätzung.
Trumans Entscheidung zum Abwurf der Atombomben über Japan wird vor allem außerhalb der Vereinigten Staaten nicht nur kontrovers diskutiert, sondern auch kritisiert.
Besondere historische Bedeutung wird dem 33. US-Präsidenten auch aufgrund seines Wahlsiegs von 1948 zuteil, da in der Öffentlichkeit zuvor fest von seiner Niederlage ausgegangen worden war.

## Ehrungen
- 1945 und 1948 war er Mann des Jahres des Time Magazine.
- 1963 stiftete die AHEPA eine Statue von Truman der Stadt Athen
- 1975 wurde ihm die Harry S. Truman Scholarship Foundation als Presidential Memorial gewidmet.
- Der US-Flugzeugträger CVN-75 wurde 1996 auf seinen Namen getauft.
- Seit September 2000 ist das Gebäude des Außenministeriums, das Harry S. Truman Building, nach ihm benannt.

## Kulturelle Rezeption
1975 wurde mit Give ’em Hell, Harry! ein Film und Theaterstück veröffentlicht, in der Hauptrolle spielt James Whitmore.
1995 wurde der Fernsehfilm Truman von HBO produziert. Vorlage war die Biographie Truman von David McCullough, die mit dem Pulitzer-Preis ausgezeichnet worden war. Gary Sinise stellte Truman dar.
2021 veröffentlichte Arte den Dokumentationsfilm Präsident Trumans Kalter Krieg (Regie: Mickaël Gamrasni).

## Werke
- Harry S. Truman: Memoirs By Harry S. Truman: 1945 Year of Decisions. William S. Konecky Associates 1955, ISBN 978-1-56852-062-9 (Band 1)
- Harry S. Truman Memoirs By Harry S. Truman: Years of Trial and Hope. William S. Konecky Associates 1956, ISBN 978-1-56852-062-9 (Band 2)

## Quelle
- Dokumentsammlung Harry S. Truman Administration (1945–1952) im Office of the Historian, United States Department of State
- Public Papers of the Presidents of the United States: Truman, Harry S. in National Archives and Records Administration